# Lista de asteroides (192001-193000)
Esta é uma lista parcial de asteroides, do asteroide número 192001 até o 193000, inclusive. Veja também o índice com todas as listas disponíveis.

| Objeto Próximos à Terra | Cinturão de asteroides (interno) | Cinturão de asteroides (externo) | Centauro       |
| Cruzador de Marte       | Cinturão de asteroides (meio)    | Troianos de Júpiter              | Transnetuniano |

Veja mais dados de cada asteroide na ligação externa para o Minor Planet Center na última coluna.
Índice: 192001... 192101... 192201... 192301... 192401... 192501... 192601... 192701... 192801... 192901... 

## 192001–192100
| Designação          | Designação | Descoberta  | Descoberta       | Descobridor(es)     | Categoria | Mais informações / Referência |
| Permanente          | Provisória | Data        | Local            | Descobridor(es)     | Categoria | Mais informações / Referência |
| ------------------- | ---------- | ----------- | ---------------- | ------------------- | --------- | ----------------------------- |
| 192001 Raynatedford | 2005 XG112 | 2 dez 2005  | Kitt Peak        | M. W. Buie          | —         | MPC                           |
| 192002              | 2005 XB117 | 1 dez 2005  | Mount Lemmon     | Mount Lemmon Survey | —         | MPC                           |
| 192003              | 2005 YH1   | 21 dez 2005 | Catalina         | CSS                 | —         | MPC                           |
| 192004              | 2005 YH24  | 24 dez 2005 | Kitt Peak        | Spacewatch          | —         | MPC                           |
| 192005              | 2005 YZ24  | 24 dez 2005 | Kitt Peak        | Spacewatch          | —         | MPC                           |
| 192006              | 2005 YO29  | 24 dez 2005 | Kitt Peak        | Spacewatch          | —         | MPC                           |
| 192007              | 2005 YO33  | 24 dez 2005 | Kitt Peak        | Spacewatch          | —         | MPC                           |
| 192008              | 2005 YJ35  | 25 dez 2005 | Kitt Peak        | Spacewatch          | —         | MPC                           |
| 192009              | 2005 YG41  | 21 dez 2005 | Kitt Peak        | Spacewatch          | —         | MPC                           |
| 192010              | 2005 YA42  | 22 dez 2005 | Kitt Peak        | Spacewatch          | —         | MPC                           |
| 192011              | 2005 YP42  | 24 dez 2005 | Kitt Peak        | Spacewatch          | —         | MPC                           |
| 192012              | 2005 YT60  | 22 dez 2005 | Kitt Peak        | Spacewatch          | —         | MPC                           |
| 192013              | 2005 YR61  | 24 dez 2005 | Kitt Peak        | Spacewatch          | —         | MPC                           |
| 192014              | 2005 YV66  | 25 dez 2005 | Kitt Peak        | Spacewatch          | —         | MPC                           |
| 192015              | 2005 YU70  | 27 dez 2005 | Mount Lemmon     | Mount Lemmon Survey | —         | MPC                           |
| 192016              | 2005 YP72  | 24 dez 2005 | Kitt Peak        | Spacewatch          | —         | MPC                           |
| 192017              | 2005 YB77  | 24 dez 2005 | Kitt Peak        | Spacewatch          | —         | MPC                           |
| 192018              | 2005 YV109 | 25 dez 2005 | Kitt Peak        | Spacewatch          | Eos       | MPC                           |
| 192019              | 2005 YA116 | 25 dez 2005 | Kitt Peak        | Spacewatch          | —         | MPC                           |
| 192020              | 2005 YJ148 | 25 dez 2005 | Kitt Peak        | Spacewatch          | —         | MPC                           |
| 192021              | 2005 YN148 | 25 dez 2005 | Kitt Peak        | Spacewatch          | —         | MPC                           |
| 192022              | 2005 YG158 | 27 dez 2005 | Kitt Peak        | Spacewatch          | —         | MPC                           |
| 192023              | 2005 YK175 | 22 dez 2005 | Kitt Peak        | Spacewatch          | —         | MPC                           |
| 192024              | 2005 YA176 | 22 dez 2005 | Kitt Peak        | Spacewatch          | —         | MPC                           |
| 192025              | 2005 YH193 | 30 dez 2005 | Kitt Peak        | Spacewatch          | —         | MPC                           |
| 192026              | 2005 YM193 | 30 dez 2005 | Kitt Peak        | Spacewatch          | —         | MPC                           |
| 192027              | 2005 YG201 | 22 dez 2005 | Kitt Peak        | Spacewatch          | —         | MPC                           |
| 192028              | 2005 YO211 | 28 dez 2005 | Catalina         | CSS                 | Phocaea   | MPC                           |
| 192029              | 2005 YS211 | 28 dez 2005 | Catalina         | CSS                 | —         | MPC                           |
| 192030              | 2005 YS224 | 25 dez 2005 | Kitt Peak        | Spacewatch          | —         | MPC                           |
| 192031              | 2005 YU225 | 26 dez 2005 | Kitt Peak        | Spacewatch          | —         | MPC                           |
| 192032              | 2005 YF247 | 30 dez 2005 | Mount Lemmon     | Mount Lemmon Survey | —         | MPC                           |
| 192033              | 2005 YG247 | 30 dez 2005 | Mount Lemmon     | Mount Lemmon Survey | —         | MPC                           |
| 192034              | 2005 YL269 | 25 dez 2005 | Mount Lemmon     | Mount Lemmon Survey | —         | MPC                           |
| 192035              | 2005 YV273 | 30 dez 2005 | Mount Lemmon     | Mount Lemmon Survey | —         | MPC                           |
| 192036              | 2005 YW273 | 30 dez 2005 | Mount Lemmon     | Mount Lemmon Survey | —         | MPC                           |
| 192037              | 2005 YU274 | 25 dez 2005 | Catalina         | CSS                 | —         | MPC                           |
| 192038              | 2005 YE275 | 25 dez 2005 | Mount Lemmon     | Mount Lemmon Survey | —         | MPC                           |
| 192039              | 2005 YM286 | 30 dez 2005 | Kitt Peak        | Spacewatch          | —         | MPC                           |
| 192040              | 2005 YF287 | 25 dez 2005 | Catalina         | CSS                 | —         | MPC                           |
| 192041              | 2005 YG287 | 29 dez 2005 | Socorro          | LINEAR              | —         | MPC                           |
| 192042              | 2006 AP4   | 4 jan 2006  | Kitt Peak        | Spacewatch          | —         | MPC                           |
| 192043              | 2006 AK14  | 5 jan 2006  | Mount Lemmon     | Mount Lemmon Survey | Mitidika  | MPC                           |
| 192044              | 2006 AH32  | 5 jan 2006  | Catalina         | CSS                 | —         | MPC                           |
| 192045              | 2006 AX45  | 5 jan 2006  | Kitt Peak        | Spacewatch          | —         | MPC                           |
| 192046              | 2006 AE73  | 7 jan 2006  | Anderson Mesa    | LONEOS              | —         | MPC                           |
| 192047              | 2006 AX78  | 5 jan 2006  | Kitt Peak        | Spacewatch          | —         | MPC                           |
| 192048              | 2006 AY85  | 11 jan 2006 | Anderson Mesa    | LONEOS              | —         | MPC                           |
| 192049              | 2006 AU92  | 7 jan 2006  | Mount Lemmon     | Mount Lemmon Survey | —         | MPC                           |
| 192050              | 2006 AJ93  | 7 jan 2006  | Kitt Peak        | Spacewatch          | —         | MPC                           |
| 192051              | 2006 AT95  | 9 jan 2006  | Kitt Peak        | Spacewatch          | —         | MPC                           |
| 192052              | 2006 AU96  | 10 jan 2006 | Catalina         | CSS                 | —         | MPC                           |
| 192053              | 2006 AV96  | 10 jan 2006 | Catalina         | CSS                 | —         | MPC                           |
| 192054              | 2006 BO12  | 21 jan 2006 | Kitt Peak        | Spacewatch          | —         | MPC                           |
| 192055              | 2006 BA36  | 23 jan 2006 | Kitt Peak        | Spacewatch          | —         | MPC                           |
| 192056              | 2006 BR40  | 21 jan 2006 | Kitt Peak        | Spacewatch          | —         | MPC                           |
| 192057              | 2006 BC41  | 22 jan 2006 | Anderson Mesa    | LONEOS              | —         | MPC                           |
| 192058              | 2006 BT43  | 23 jan 2006 | Kitt Peak        | Spacewatch          | —         | MPC                           |
| 192059              | 2006 BA45  | 23 jan 2006 | Mount Lemmon     | Mount Lemmon Survey | —         | MPC                           |
| 192060              | 2006 BW58  | 23 jan 2006 | Kitt Peak        | Spacewatch          | —         | MPC                           |
| 192061              | 2006 BE60  | 26 jan 2006 | Kitt Peak        | Spacewatch          | —         | MPC                           |
| 192062              | 2006 BY79  | 23 jan 2006 | Kitt Peak        | Spacewatch          | —         | MPC                           |
| 192063              | 2006 BF83  | 24 jan 2006 | Socorro          | LINEAR              | —         | MPC                           |
| 192064              | 2006 BX83  | 25 jan 2006 | Kitt Peak        | Spacewatch          | —         | MPC                           |
| 192065              | 2006 BY83  | 25 jan 2006 | Kitt Peak        | Spacewatch          | Mitidika  | MPC                           |
| 192066              | 2006 BF90  | 25 jan 2006 | Kitt Peak        | Spacewatch          | Brangane  | MPC                           |
| 192067              | 2006 BT90  | 25 jan 2006 | Kitt Peak        | Spacewatch          | —         | MPC                           |
| 192068              | 2006 BA93  | 26 jan 2006 | Kitt Peak        | Spacewatch          | —         | MPC                           |
| 192069              | 2006 BU93  | 26 jan 2006 | Kitt Peak        | Spacewatch          | —         | MPC                           |
| 192070              | 2006 BH96  | 26 jan 2006 | Kitt Peak        | Spacewatch          | —         | MPC                           |
| 192071              | 2006 BW96  | 26 jan 2006 | Mount Lemmon     | Mount Lemmon Survey | —         | MPC                           |
| 192072              | 2006 BG98  | 27 jan 2006 | Kitt Peak        | Spacewatch          | —         | MPC                           |
| 192073              | 2006 BW98  | 25 jan 2006 | Kitt Peak        | Spacewatch          | —         | MPC                           |
| 192074              | 2006 BY98  | 25 jan 2006 | Kitt Peak        | Spacewatch          | Themis    | MPC                           |
| 192075              | 2006 BW101 | 23 jan 2006 | Mount Lemmon     | Mount Lemmon Survey | —         | MPC                           |
| 192076              | 2006 BO103 | 23 jan 2006 | Mount Lemmon     | Mount Lemmon Survey | —         | MPC                           |
| 192077              | 2006 BK116 | 26 jan 2006 | Kitt Peak        | Spacewatch          | —         | MPC                           |
| 192078              | 2006 BU123 | 26 jan 2006 | Kitt Peak        | Spacewatch          | —         | MPC                           |
| 192079              | 2006 BC126 | 26 jan 2006 | Kitt Peak        | Spacewatch          | —         | MPC                           |
| 192080              | 2006 BF139 | 28 jan 2006 | Mount Lemmon     | Mount Lemmon Survey | —         | MPC                           |
| 192081              | 2006 BW142 | 26 jan 2006 | Kitt Peak        | Spacewatch          | —         | MPC                           |
| 192082              | 2006 BX145 | 30 jan 2006 | 7300 Observatory | W. K. Y. Yeung      | —         | MPC                           |
| 192083              | 2006 BS155 | 25 jan 2006 | Kitt Peak        | Spacewatch          | —         | MPC                           |
| 192084              | 2006 BV155 | 25 jan 2006 | Kitt Peak        | Spacewatch          | —         | MPC                           |
| 192085              | 2006 BY163 | 26 jan 2006 | Mount Lemmon     | Mount Lemmon Survey | —         | MPC                           |
| 192086              | 2006 BL166 | 26 jan 2006 | Mount Lemmon     | Mount Lemmon Survey | —         | MPC                           |
| 192087              | 2006 BM167 | 26 jan 2006 | Mount Lemmon     | Mount Lemmon Survey | —         | MPC                           |
| 192088              | 2006 BG169 | 26 jan 2006 | Mount Lemmon     | Mount Lemmon Survey | —         | MPC                           |
| 192089              | 2006 BM183 | 27 jan 2006 | Anderson Mesa    | LONEOS              | —         | MPC                           |
| 192090              | 2006 BQ192 | 30 jan 2006 | Kitt Peak        | Spacewatch          | —         | MPC                           |
| 192091              | 2006 BQ196 | 30 jan 2006 | Kitt Peak        | Spacewatch          | —         | MPC                           |
| 192092              | 2006 BD200 | 30 jan 2006 | Kitt Peak        | Spacewatch          | —         | MPC                           |
| 192093              | 2006 BG200 | 31 jan 2006 | Kitt Peak        | Spacewatch          | Mitidika  | MPC                           |
| 192094              | 2006 BH203 | 31 jan 2006 | Kitt Peak        | Spacewatch          | —         | MPC                           |
| 192095              | 2006 BJ207 | 31 jan 2006 | Mount Lemmon     | Mount Lemmon Survey | —         | MPC                           |
| 192096              | 2006 BX207 | 31 jan 2006 | Catalina         | CSS                 | —         | MPC                           |
| 192097              | 2006 BF210 | 31 jan 2006 | Catalina         | CSS                 | —         | MPC                           |
| 192098              | 2006 BT252 | 31 jan 2006 | Kitt Peak        | Spacewatch          | —         | MPC                           |
| 192099              | 2006 BS253 | 31 jan 2006 | Kitt Peak        | Spacewatch          | —         | MPC                           |
| 192100              | 2006 BA269 | 27 jan 2006 | Catalina         | CSS                 | —         | MPC                           |

## 192101–192200
| Designação       | Designação | Descoberta  | Descoberta     | Descobridor(es)        | Categoria | Mais informações / Referência |
| Permanente       | Provisória | Data        | Local          | Descobridor(es)        | Categoria | Mais informações / Referência |
| ---------------- | ---------- | ----------- | -------------- | ---------------------- | --------- | ----------------------------- |
| 192101           | 2006 BO270 | 31 jan 2006 | Catalina       | CSS                    | —         | MPC                           |
| 192102           | 2006 BY278 | 26 jan 2006 | Kitt Peak      | Spacewatch             | Themis    | MPC                           |
| 192103           | 2006 CL11  | 1 fev 2006  | Kitt Peak      | Spacewatch             | —         | MPC                           |
| 192104           | 2006 CK12  | 1 fev 2006  | Kitt Peak      | Spacewatch             | —         | MPC                           |
| 192105           | 2006 CL18  | 1 fev 2006  | Kitt Peak      | Spacewatch             | —         | MPC                           |
| 192106           | 2006 CE23  | 1 fev 2006  | Kitt Peak      | Spacewatch             | —         | MPC                           |
| 192107           | 2006 CD26  | 2 fev 2006  | Kitt Peak      | Spacewatch             | —         | MPC                           |
| 192108           | 2006 CO29  | 2 fev 2006  | Kitt Peak      | Spacewatch             | —         | MPC                           |
| 192109           | 2006 CK39  | 2 fev 2006  | Kitt Peak      | Spacewatch             | —         | MPC                           |
| 192110           | 2006 CR43  | 2 fev 2006  | Mount Lemmon   | Mount Lemmon Survey    | —         | MPC                           |
| 192111           | 2006 CT44  | 3 fev 2006  | Kitt Peak      | Spacewatch             | —         | MPC                           |
| 192112           | 2006 CX56  | 4 fev 2006  | Kitt Peak      | Spacewatch             | —         | MPC                           |
| 192113           | 2006 CB57  | 4 fev 2006  | Mount Lemmon   | Mount Lemmon Survey    | —         | MPC                           |
| 192114           | 2006 CR66  | 2 fev 2006  | Kitt Peak      | Spacewatch             | —         | MPC                           |
| 192115           | 2006 DG2   | 20 fev 2006 | Kitt Peak      | Spacewatch             | —         | MPC                           |
| 192116           | 2006 DM9   | 21 fev 2006 | Catalina       | CSS                    | —         | MPC                           |
| 192117           | 2006 DF27  | 20 fev 2006 | Kitt Peak      | Spacewatch             | —         | MPC                           |
| 192118           | 2006 DN30  | 20 fev 2006 | Kitt Peak      | Spacewatch             | —         | MPC                           |
| 192119           | 2006 DG32  | 20 fev 2006 | Mount Lemmon   | Mount Lemmon Survey    | —         | MPC                           |
| 192120           | 2006 DB44  | 20 fev 2006 | Kitt Peak      | Spacewatch             | —         | MPC                           |
| 192121           | 2006 DG45  | 20 fev 2006 | Kitt Peak      | Spacewatch             | Ursula    | MPC                           |
| 192122           | 2006 DB53  | 24 fev 2006 | Kitt Peak      | Spacewatch             | Brangane  | MPC                           |
| 192123           | 2006 DJ59  | 24 fev 2006 | Mount Lemmon   | Mount Lemmon Survey    | —         | MPC                           |
| 192124           | 2006 DO59  | 24 fev 2006 | Mount Lemmon   | Mount Lemmon Survey    | —         | MPC                           |
| 192125           | 2006 DB69  | 20 fev 2006 | Catalina       | CSS                    | —         | MPC                           |
| 192126           | 2006 DF74  | 23 fev 2006 | Anderson Mesa  | LONEOS                 | —         | MPC                           |
| 192127           | 2006 DY77  | 24 fev 2006 | Kitt Peak      | Spacewatch             | —         | MPC                           |
| 192128           | 2006 DV94  | 24 fev 2006 | Kitt Peak      | Spacewatch             | —         | MPC                           |
| 192129           | 2006 DN98  | 25 fev 2006 | Kitt Peak      | Spacewatch             | —         | MPC                           |
| 192130           | 2006 DZ101 | 25 fev 2006 | Kitt Peak      | Spacewatch             | —         | MPC                           |
| 192131           | 2006 DD116 | 27 fev 2006 | Kitt Peak      | Spacewatch             | —         | MPC                           |
| 192132           | 2006 DK120 | 21 fev 2006 | Catalina       | CSS                    | —         | MPC                           |
| 192133           | 2006 DZ120 | 22 fev 2006 | Catalina       | CSS                    | —         | MPC                           |
| 192134           | 2006 DJ124 | 24 fev 2006 | Mount Lemmon   | Mount Lemmon Survey    | —         | MPC                           |
| 192135           | 2006 DF159 | 27 fev 2006 | Kitt Peak      | Spacewatch             | —         | MPC                           |
| 192136           | 2006 DS160 | 27 fev 2006 | Kitt Peak      | Spacewatch             | —         | MPC                           |
| 192137           | 2006 DZ187 | 27 fev 2006 | Kitt Peak      | Spacewatch             | —         | MPC                           |
| 192138           | 2006 DX195 | 20 fev 2006 | Kitt Peak      | Spacewatch             | —         | MPC                           |
| 192139           | 2006 DC198 | 25 fev 2006 | Anderson Mesa  | LONEOS                 | —         | MPC                           |
| 192140           | 2006 EV26  | 3 mar 2006  | Kitt Peak      | Spacewatch             | —         | MPC                           |
| 192141           | 2006 EB41  | 4 mar 2006  | Kitt Peak      | Spacewatch             | —         | MPC                           |
| 192142           | 2006 FB2   | 23 mar 2006 | Catalina       | CSS                    | —         | MPC                           |
| 192143           | 2006 FC8   | 23 mar 2006 | Mount Lemmon   | Mount Lemmon Survey    | —         | MPC                           |
| 192144           | 2006 FR9   | 24 mar 2006 | RAS            | A. Lowe                | —         | MPC                           |
| 192145           | 2006 FG21  | 24 mar 2006 | Mount Lemmon   | Mount Lemmon Survey    | —         | MPC                           |
| 192146           | 2006 FP22  | 24 mar 2006 | Mount Lemmon   | Mount Lemmon Survey    | —         | MPC                           |
| 192147           | 2006 FS40  | 26 mar 2006 | Kitt Peak      | Spacewatch             | —         | MPC                           |
| 192148           | 2006 FK43  | 29 mar 2006 | Socorro        | LINEAR                 | —         | MPC                           |
| 192149           | 2006 FV47  | 24 mar 2006 | Anderson Mesa  | LONEOS                 | —         | MPC                           |
| 192150           | 2006 GC40  | 6 abr 2006  | Socorro        | LINEAR                 | —         | MPC                           |
| 192151           | 2006 HD5   | 19 abr 2006 | Catalina       | CSS                    | —         | MPC                           |
| 192152           | 2006 HC7   | 19 abr 2006 | Palomar        | NEAT                   | —         | MPC                           |
| 192153           | 2006 HH8   | 19 abr 2006 | Kitt Peak      | Spacewatch             | —         | MPC                           |
| 192154           | 2006 HN9   | 19 abr 2006 | Anderson Mesa  | LONEOS                 | —         | MPC                           |
| 192155 Hargittai | 2006 HZ17  | 21 abr 2006 | Piszkéstető    | K. Sárneczky           | —         | MPC                           |
| 192156           | 2006 HP42  | 23 abr 2006 | Socorro        | LINEAR                 | —         | MPC                           |
| 192157           | 2006 VZ113 | 13 nov 2006 | San Marcello   | Pistoia Mountains Obs. | —         | MPC                           |
| 192158 Christian | 2006 XF4   | 14 dez 2006 | Wildberg       | R. Apitzsch            | —         | MPC                           |
| 192159           | 2007 BP16  | 17 jan 2007 | Catalina       | CSS                    | Juno      | MPC                           |
| 192160           | 2007 BX28  | 24 jan 2007 | Nyukasa        | Mount Nyukasa Stn.     | —         | MPC                           |
| 192161           | 2007 CY3   | 6 fev 2007  | Mount Lemmon   | Mount Lemmon Survey    | —         | MPC                           |
| 192162           | 2007 CN41  | 7 fev 2007  | Kitt Peak      | Spacewatch             | —         | MPC                           |
| 192163           | 2007 CM42  | 7 fev 2007  | Mount Lemmon   | Mount Lemmon Survey    | —         | MPC                           |
| 192164           | 2007 DB11  | 17 fev 2007 | Kitt Peak      | Spacewatch             | —         | MPC                           |
| 192165           | 2007 DG13  | 16 fev 2007 | Palomar        | NEAT                   | —         | MPC                           |
| 192166           | 2007 DJ18  | 17 fev 2007 | Kitt Peak      | Spacewatch             | Chloris   | MPC                           |
| 192167           | 2007 DQ18  | 17 fev 2007 | Kitt Peak      | Spacewatch             | —         | MPC                           |
| 192168           | 2007 DT53  | 19 fev 2007 | Mount Lemmon   | Mount Lemmon Survey    | —         | MPC                           |
| 192169           | 2007 DR75  | 21 fev 2007 | Kitt Peak      | Spacewatch             | —         | MPC                           |
| 192170           | 2007 DV82  | 23 fev 2007 | Kitt Peak      | Spacewatch             | —         | MPC                           |
| 192171           | 2007 DC83  | 24 fev 2007 | Socorro        | LINEAR                 | —         | MPC                           |
| 192172           | 2007 DO105 | 17 fev 2007 | Kitt Peak      | Spacewatch             | —         | MPC                           |
| 192173           | 2007 EF42  | 9 mar 2007  | Kitt Peak      | Spacewatch             | —         | MPC                           |
| 192174           | 2007 EG51  | 10 mar 2007 | Palomar        | NEAT                   | —         | MPC                           |
| 192175           | 2007 EL72  | 10 mar 2007 | Kitt Peak      | Spacewatch             | —         | MPC                           |
| 192176           | 2007 ER149 | 12 mar 2007 | Mount Lemmon   | Mount Lemmon Survey    | —         | MPC                           |
| 192177           | 2007 EB182 | 14 mar 2007 | Kitt Peak      | Spacewatch             | —         | MPC                           |
| 192178 Lijieshou | 2007 EA200 | 10 mar 2007 | XuYi           | PMO NEO                | —         | MPC                           |
| 192179           | 2007 EQ210 | 8 mar 2007  | Palomar        | NEAT                   | —         | MPC                           |
| 192180           | 2007 ED213 | 14 mar 2007 | Siding Spring  | SSS                    | —         | MPC                           |
| 192181           | 2007 EC214 | 12 mar 2007 | Kitt Peak      | Spacewatch             | —         | MPC                           |
| 192182           | 2007 EP217 | 11 mar 2007 | Mount Lemmon   | Mount Lemmon Survey    | —         | MPC                           |
| 192183           | 2007 FG12  | 17 mar 2007 | Anderson Mesa  | LONEOS                 | —         | MPC                           |
| 192184           | 2007 FW35  | 25 mar 2007 | Catalina       | CSS                    | —         | MPC                           |
| 192185           | 2007 FS43  | 18 mar 2007 | Kitt Peak      | Spacewatch             | —         | MPC                           |
| 192186           | 2007 GA5   | 12 abr 2007 | Altschwendt    | W. Ries                | —         | MPC                           |
| 192187           | 2007 GF9   | 8 abr 2007  | Kitt Peak      | Spacewatch             | —         | MPC                           |
| 192188           | 2007 GR9   | 8 abr 2007  | Siding Spring  | SSS                    | —         | MPC                           |
| 192189           | 2007 GT23  | 11 abr 2007 | Kitt Peak      | Spacewatch             | —         | MPC                           |
| 192190           | 2007 GG33  | 11 abr 2007 | Catalina       | CSS                    | —         | MPC                           |
| 192191           | 2007 GH39  | 14 abr 2007 | Kitt Peak      | Spacewatch             | —         | MPC                           |
| 192192           | 2007 GX45  | 14 abr 2007 | Kitt Peak      | Spacewatch             | —         | MPC                           |
| 192193           | 2007 GP48  | 14 abr 2007 | Kitt Peak      | Spacewatch             | —         | MPC                           |
| 192194           | 2007 GW53  | 14 abr 2007 | Kitt Peak      | Spacewatch             | —         | MPC                           |
| 192195           | 2007 GM71  | 14 abr 2007 | Catalina       | CSS                    | —         | MPC                           |
| 192196           | 2007 HU2   | 16 abr 2007 | Mount Lemmon   | Mount Lemmon Survey    | —         | MPC                           |
| 192197           | 2007 HR4   | 19 abr 2007 | Great Shefford | P. Birtwhistle         | Eos       | MPC                           |
| 192198           | 2007 HJ12  | 19 abr 2007 | Mount Lemmon   | Mount Lemmon Survey    | —         | MPC                           |
| 192199           | 2007 HE25  | 18 abr 2007 | Kitt Peak      | Spacewatch             | —         | MPC                           |
| 192200           | 2007 HN52  | 20 abr 2007 | Kitt Peak      | Spacewatch             | —         | MPC                           |

## 192201–192300
| Designação            | Designação | Descoberta  | Descoberta             | Descobridor(es)            | Categoria | Mais informações / Referência |
| Permanente            | Provisória | Data        | Local                  | Descobridor(es)            | Categoria | Mais informações / Referência |
| --------------------- | ---------- | ----------- | ---------------------- | -------------------------- | --------- | ----------------------------- |
| 192201                | 2007 HA61  | 20 abr 2007 | Kitt Peak              | Spacewatch                 | —         | MPC                           |
| 192202                | 2007 HP70  | 19 abr 2007 | Kitt Peak              | Spacewatch                 | Eos       | MPC                           |
| 192203                | 2007 HH90  | 22 abr 2007 | Siding Spring          | SSS                        | —         | MPC                           |
| 192204                | 2007 JN21  | 12 mai 2007 | Tiki                   | S. F. Hönig, N. Teamo      | —         | MPC                           |
| 192205                | 2007 JJ27  | 9 mai 2007  | Kitt Peak              | Spacewatch                 | Ursula    | MPC                           |
| 192206                | 2007 JR28  | 10 mai 2007 | Mount Lemmon           | Mount Lemmon Survey        | —         | MPC                           |
| 192207                | 2007 JB33  | 12 mai 2007 | Mount Lemmon           | Mount Lemmon Survey        | —         | MPC                           |
| 192208 Tzu Chi        | 2007 JX33  | 11 mai 2007 | Lulin Observatory      | C.-Y. Shih, Q.-z. Ye       | —         | MPC                           |
| 192209                | 2007 JL38  | 12 mai 2007 | Mount Lemmon           | Mount Lemmon Survey        | —         | MPC                           |
| 192210                | 2007 JY41  | 15 mai 2007 | Mount Lemmon           | Mount Lemmon Survey        | —         | MPC                           |
| 192211                | 2007 KO3   | 17 mai 2007 | Catalina               | CSS                        | Brangane  | MPC                           |
| 192212                | 2007 LM1   | 5 jun 2007  | Catalina               | CSS                        | —         | MPC                           |
| 192213                | 2007 LE28  | 15 jun 2007 | Kitt Peak              | Spacewatch                 | —         | MPC                           |
| 192214                | 2007 LA34  | 5 jun 2007  | Catalina               | CSS                        | Brangane  | MPC                           |
| 192215                | 2007 MH19  | 21 jun 2007 | Mount Lemmon           | Mount Lemmon Survey        | Vesta     | MPC                           |
| 192216                | 2007 ML20  | 23 jun 2007 | Kitt Peak              | Spacewatch                 | —         | MPC                           |
| 192217                | 2007 PT9   | 9 ago 2007  | Chante-Perdrix         | Chante-Perdrix Obs.        | Vesta     | MPC                           |
| 192218                | 2007 PX45  | 10 ago 2007 | Kitt Peak              | Spacewatch                 | Vesta     | MPC                           |
| 192219                | 2007 RO23  | 3 set 2007  | Catalina               | CSS                        | —         | MPC                           |
| 192220 Oicles         | 2007 RZ132 | 14 set 2007 | Taunus                 | E. Schwab, R. Kling        | Vesta     | MPC                           |
| 192221                | 2007 RQ278 | 5 set 2007  | Siding Spring          | SSS                        | Vesta     | MPC                           |
| 192222                | 2007 RZ281 | 15 set 2007 | Catalina               | CSS                        | Vesta     | MPC                           |
| 192223                | 2007 VM6   | 3 nov 2007  | Mount Lemmon           | Mount Lemmon Survey        | Vesta     | MPC                           |
| 192224                | 2007 VO6   | 4 nov 2007  | Mount Lemmon           | Mount Lemmon Survey        | Vesta     | MPC                           |
| 192225                | 2007 WT20  | 18 nov 2007 | Mount Lemmon           | Mount Lemmon Survey        | —         | MPC                           |
| 192226                | 2008 AB112 | 15 jan 2008 | Kitt Peak              | Spacewatch                 | —         | MPC                           |
| 192227                | 2008 AD118 | 13 jan 2008 | Catalina               | CSS                        | —         | MPC                           |
| 192228                | 2008 BE33  | 30 jan 2008 | Kitt Peak              | Spacewatch                 | —         | MPC                           |
| 192229                | 2008 CA12  | 3 fev 2008  | Kitt Peak              | Spacewatch                 | —         | MPC                           |
| 192230                | 2008 CQ40  | 2 fev 2008  | Kitt Peak              | Spacewatch                 | —         | MPC                           |
| 192231                | 2008 CK45  | 2 fev 2008  | Kitt Peak              | Spacewatch                 | —         | MPC                           |
| 192232                | 2008 CN48  | 3 fev 2008  | Kitt Peak              | Spacewatch                 | —         | MPC                           |
| 192233                | 2008 CV83  | 7 fev 2008  | Kitt Peak              | Spacewatch                 | —         | MPC                           |
| 192234                | 2008 CS189 | 13 fev 2008 | Catalina               | CSS                        | —         | MPC                           |
| 192235                | 2008 CE201 | 13 fev 2008 | Mount Lemmon           | Mount Lemmon Survey        | —         | MPC                           |
| 192236                | 2008 CO202 | 8 fev 2008  | Kitt Peak              | Spacewatch                 | —         | MPC                           |
| 192237                | 2008 DS1   | 24 fev 2008 | Mount Lemmon           | Mount Lemmon Survey        | —         | MPC                           |
| 192238                | 2008 DP29  | 26 fev 2008 | Kitt Peak              | Spacewatch                 | —         | MPC                           |
| 192239                | 2008 DG40  | 27 fev 2008 | Kitt Peak              | Spacewatch                 | —         | MPC                           |
| 192240                | 2008 DL54  | 27 fev 2008 | Catalina               | CSS                        | —         | MPC                           |
| 192241                | 2008 DA70  | 26 fev 2008 | Mount Lemmon           | Mount Lemmon Survey        | —         | MPC                           |
| 192242                | 2008 DF85  | 28 fev 2008 | Kitt Peak              | Spacewatch                 | —         | MPC                           |
| 192243                | 2008 EY32  | 1 mar 2008  | Kitt Peak              | Spacewatch                 | —         | MPC                           |
| 192244                | 2008 EP39  | 4 mar 2008  | Kitt Peak              | Spacewatch                 | —         | MPC                           |
| 192245                | 2008 EG50  | 6 mar 2008  | Mount Lemmon           | Mount Lemmon Survey        | —         | MPC                           |
| 192246                | 2008 EY57  | 7 mar 2008  | Mount Lemmon           | Mount Lemmon Survey        | —         | MPC                           |
| 192247                | 2008 EJ98  | 2 mar 2008  | Catalina               | CSS                        | —         | MPC                           |
| 192248                | 2008 EK99  | 4 mar 2008  | Catalina               | CSS                        | —         | MPC                           |
| 192249                | 2008 EC119 | 9 mar 2008  | Mount Lemmon           | Mount Lemmon Survey        | —         | MPC                           |
| 192250                | 2008 FS39  | 28 mar 2008 | Kitt Peak              | Spacewatch                 | —         | MPC                           |
| 192251                | 2008 FF69  | 28 mar 2008 | Mount Lemmon           | Mount Lemmon Survey        | —         | MPC                           |
| 192252                | 2008 FC70  | 28 mar 2008 | Kitt Peak              | Spacewatch                 | —         | MPC                           |
| 192253                | 2008 FK80  | 27 mar 2008 | Mount Lemmon           | Mount Lemmon Survey        | —         | MPC                           |
| 192254                | 2008 GB20  | 3 abr 2008  | Kitt Peak              | Spacewatch                 | —         | MPC                           |
| 192255                | 2008 GM36  | 3 abr 2008  | Kitt Peak              | Spacewatch                 | Maria     | MPC                           |
| 192256                | 2008 GS54  | 5 abr 2008  | Mount Lemmon           | Mount Lemmon Survey        | —         | MPC                           |
| 192257                | 2008 GD60  | 5 abr 2008  | Catalina               | CSS                        | Brangane  | MPC                           |
| 192258                | 2008 GB76  | 7 abr 2008  | Mount Lemmon           | Mount Lemmon Survey        | —         | MPC                           |
| 192259                | 2008 GR107 | 12 abr 2008 | Catalina               | CSS                        | —         | MPC                           |
| 192260                | 2008 GQ134 | 4 abr 2008  | Catalina               | CSS                        | —         | MPC                           |
| 192261                | 2008 HB6   | 24 abr 2008 | Kitt Peak              | Spacewatch                 | —         | MPC                           |
| 192262                | 2008 HO8   | 24 abr 2008 | Kitt Peak              | Spacewatch                 | —         | MPC                           |
| 192263                | 2008 HZ16  | 25 abr 2008 | Catalina               | CSS                        | —         | MPC                           |
| 192264                | 2008 HH38  | 28 abr 2008 | Socorro                | LINEAR                     | —         | MPC                           |
| 192265                | 2008 KV15  | 27 mai 2008 | Kitt Peak              | Spacewatch                 | —         | MPC                           |
| 192266                | 2008 KN31  | 29 mai 2008 | Kitt Peak              | Spacewatch                 | —         | MPC                           |
| 192267                | 2008 KT33  | 29 mai 2008 | Mount Lemmon           | Mount Lemmon Survey        | Brangane  | MPC                           |
| 192268                | 2008 LD12  | 7 jun 2008  | Kitt Peak              | Spacewatch                 | —         | MPC                           |
| 192269                | 2008 OB4   | 26 jul 2008 | Siding Spring          | SSS                        | —         | MPC                           |
| 192270                | 7642 P-L   | 17 out 1960 | Palomar                | PLS                        | —         | MPC                           |
| 192271                | 3310 T-1   | 26 mar 1971 | Palomar                | PLS                        | —         | MPC                           |
| 192272                | 1132 T-2   | 29 set 1973 | Palomar                | PLS                        | —         | MPC                           |
| 192273                | 2299 T-2   | 29 set 1973 | Palomar                | PLS                        | —         | MPC                           |
| 192274                | 1169 T-3   | 17 out 1977 | Palomar                | PLS                        | —         | MPC                           |
| 192275                | 2227 T-3   | 16 out 1977 | Palomar                | PLS                        | —         | MPC                           |
| 192276                | 2498 T-3   | 16 out 1977 | Palomar                | PLS                        | —         | MPC                           |
| 192277                | 3126 T-3   | 16 out 1977 | Palomar                | PLS                        | Eos       | MPC                           |
| 192278                | 3148 T-3   | 16 out 1977 | Palomar                | PLS                        | —         | MPC                           |
| 192279                | 3153 T-3   | 16 out 1977 | Palomar                | PLS                        | —         | MPC                           |
| 192280                | 3534 T-3   | 16 out 1977 | Palomar                | PLS                        | —         | MPC                           |
| 192281                | 1978 UC7   | 27 out 1978 | Palomar                | C. M. Olmstead             | —         | MPC                           |
| 192282                | 1979 MY4   | 25 jun 1979 | Siding Spring          | E. F. Helin, S. J. Bus     | —         | MPC                           |
| 192283                | 1981 EE3   | 2 mar 1981  | Siding Spring          | S. J. Bus                  | —         | MPC                           |
| 192284                | 1981 EL11  | 7 mar 1981  | Siding Spring          | S. J. Bus                  | —         | MPC                           |
| 192285                | 1981 EU12  | 1 mar 1981  | Siding Spring          | S. J. Bus                  | —         | MPC                           |
| 192286                | 1981 ES15  | 1 mar 1981  | Siding Spring          | S. J. Bus                  | —         | MPC                           |
| 192287                | 1981 EL22  | 2 mar 1981  | Siding Spring          | S. J. Bus                  | —         | MPC                           |
| 192288                | 1981 EF34  | 1 mar 1981  | Siding Spring          | S. J. Bus                  | —         | MPC                           |
| 192289                | 1981 EQ45  | 1 mar 1981  | Siding Spring          | S. J. Bus                  | —         | MPC                           |
| 192290                | 1989 QT    | 26 ago 1989 | Siding Spring          | R. H. McNaught             | —         | MPC                           |
| 192291                | 1990 QX19  | 17 ago 1990 | Palomar                | A. Lowe                    | —         | MPC                           |
| 192292                | 1990 RC7   | 13 set 1990 | La Silla               | H. Debehogne               | —         | MPC                           |
| 192293 Dominikbrunner | 1990 TA2   | 10 out 1990 | Tautenburg Observatory | F. Börngen, L. D. Schmadel | Eos       | MPC                           |
| 192294                | 1991 TE15  | 6 out 1991  | Palomar                | A. Lowe                    | —         | MPC                           |
| 192295                | 1991 TN15  | 6 out 1991  | Palomar                | A. Lowe                    | —         | MPC                           |
| 192296                | 1991 TA16  | 6 out 1991  | Palomar                | A. Lowe                    | —         | MPC                           |
| 192297                | 1992 DX9   | 29 fev 1992 | La Silla               | UESAC                      | —         | MPC                           |
| 192298                | 1992 ES2   | 6 mar 1992  | Kitt Peak              | Spacewatch                 | —         | MPC                           |
| 192299                | 1992 EW4   | 1 mar 1992  | La Silla               | UESAC                      | —         | MPC                           |
| 192300                | 1992 SY9   | 27 set 1992 | Kitt Peak              | Spacewatch                 | —         | MPC                           |

## 192301–192400
| Designação | Designação | Descoberta  | Descoberta     | Descobridor(es)          | Categoria | Mais informações / Referência |
| Permanente | Provisória | Data        | Local          | Descobridor(es)          | Categoria | Mais informações / Referência |
| ---------- | ---------- | ----------- | -------------- | ------------------------ | --------- | ----------------------------- |
| 192301     | 1992 SQ10  | 27 set 1992 | Kitt Peak      | Spacewatch               | —         | MPC                           |
| 192302     | 1993 BL8   | 21 jan 1993 | Kitt Peak      | Spacewatch               | —         | MPC                           |
| 192303     | 1993 FJ7   | 17 mar 1993 | La Silla       | UESAC                    | —         | MPC                           |
| 192304     | 1993 FK40  | 19 mar 1993 | La Silla       | UESAC                    | —         | MPC                           |
| 192305     | 1993 FE45  | 19 mar 1993 | La Silla       | UESAC                    | —         | MPC                           |
| 192306     | 1993 FB80  | 17 mar 1993 | La Silla       | UESAC                    | —         | MPC                           |
| 192307     | 1993 RM16  | 15 set 1993 | La Silla       | H. Debehogne, E. W. Elst | —         | MPC                           |
| 192308     | 1993 TK7   | 9 out 1993  | Kitt Peak      | Spacewatch               | —         | MPC                           |
| 192309     | 1993 TK26  | 9 out 1993  | La Silla       | E. W. Elst               | —         | MPC                           |
| 192310     | 1993 TN26  | 9 out 1993  | La Silla       | E. W. Elst               | —         | MPC                           |
| 192311     | 1993 TS29  | 9 out 1993  | La Silla       | E. W. Elst               | Mitidika  | MPC                           |
| 192312     | 1994 AT9   | 8 jan 1994  | Kitt Peak      | Spacewatch               | —         | MPC                           |
| 192313     | 1994 AV13  | 12 jan 1994 | Kitt Peak      | Spacewatch               | —         | MPC                           |
| 192314     | 1994 CN1   | 9 fev 1994  | Farra d'Isonzo | Farra d'Isonzo           | —         | MPC                           |
| 192315     | 1994 JO4   | 3 mai 1994  | Kitt Peak      | Spacewatch               | —         | MPC                           |
| 192316     | 1994 JH6   | 4 mai 1994  | Kitt Peak      | Spacewatch               | —         | MPC                           |
| 192317     | 1994 PO26  | 12 ago 1994 | La Silla       | E. W. Elst               | —         | MPC                           |
| 192318     | 1994 RH16  | 3 set 1994  | La Silla       | E. W. Elst               | —         | MPC                           |
| 192319     | 1994 RY24  | 5 set 1994  | La Silla       | E. W. Elst               | —         | MPC                           |
| 192320     | 1994 RA28  | 5 set 1994  | La Silla       | E. W. Elst               | —         | MPC                           |
| 192321     | 1994 SE11  | 29 set 1994 | Kitt Peak      | Spacewatch               | Themis    | MPC                           |
| 192322     | 1994 SN11  | 29 set 1994 | Kitt Peak      | Spacewatch               | —         | MPC                           |
| 192323     | 1994 SD12  | 29 set 1994 | Kitt Peak      | Spacewatch               | —         | MPC                           |
| 192324     | 1994 TD7   | 4 out 1994  | Kitt Peak      | Spacewatch               | —         | MPC                           |
| 192325     | 1994 UL8   | 28 out 1994 | Kitt Peak      | Spacewatch               | —         | MPC                           |
| 192326     | 1994 UT8   | 28 out 1994 | Kitt Peak      | Spacewatch               | —         | MPC                           |
| 192327     | 1994 VS3   | 1 nov 1994  | Kitt Peak      | Spacewatch               | —         | MPC                           |
| 192328     | 1994 WW5   | 28 nov 1994 | Kitt Peak      | Spacewatch               | —         | MPC                           |
| 192329     | 1995 BE14  | 31 jan 1995 | Kitt Peak      | Spacewatch               | —         | MPC                           |
| 192330     | 1995 BN15  | 31 jan 1995 | Kitt Peak      | Spacewatch               | —         | MPC                           |
| 192331     | 1995 CB6   | 1 fev 1995  | Kitt Peak      | Spacewatch               | —         | MPC                           |
| 192332     | 1995 FA    | 21 mar 1995 | Stroncone      | Santa Lucia Obs.         | —         | MPC                           |
| 192333     | 1995 FG5   | 23 mar 1995 | Kitt Peak      | Spacewatch               | —         | MPC                           |
| 192334     | 1995 GU6   | 6 abr 1995  | Kitt Peak      | Spacewatch               | Ursula    | MPC                           |
| 192335     | 1995 HD4   | 26 abr 1995 | Kitt Peak      | Spacewatch               | —         | MPC                           |
| 192336     | 1995 KK3   | 25 mai 1995 | Kitt Peak      | Spacewatch               | —         | MPC                           |
| 192337     | 1995 ME2   | 23 jun 1995 | Kitt Peak      | Spacewatch               | —         | MPC                           |
| 192338     | 1995 MM5   | 23 jun 1995 | Kitt Peak      | Spacewatch               | Brangane  | MPC                           |
| 192339     | 1995 OD4   | 22 jul 1995 | Kitt Peak      | Spacewatch               | —         | MPC                           |
| 192340     | 1995 OE14  | 23 jul 1995 | Kitt Peak      | Spacewatch               | —         | MPC                           |
| 192341     | 1995 QF6   | 22 ago 1995 | Kitt Peak      | Spacewatch               | —         | MPC                           |
| 192342     | 1995 SP14  | 18 set 1995 | Kitt Peak      | Spacewatch               | —         | MPC                           |
| 192343     | 1995 SU14  | 18 set 1995 | Kitt Peak      | Spacewatch               | Vesta     | MPC                           |
| 192344     | 1995 SY15  | 18 set 1995 | Kitt Peak      | Spacewatch               | —         | MPC                           |
| 192345     | 1995 SG24  | 19 set 1995 | Kitt Peak      | Spacewatch               | Vesta     | MPC                           |
| 192346     | 1995 ST31  | 21 set 1995 | Kitt Peak      | Spacewatch               | —         | MPC                           |
| 192347     | 1995 SK32  | 21 set 1995 | Kitt Peak      | Spacewatch               | —         | MPC                           |
| 192348     | 1995 SY37  | 24 set 1995 | Kitt Peak      | Spacewatch               | —         | MPC                           |
| 192349     | 1995 SV44  | 25 set 1995 | Kitt Peak      | Spacewatch               | —         | MPC                           |
| 192350     | 1995 SW49  | 26 set 1995 | Kitt Peak      | Spacewatch               | —         | MPC                           |
| 192351     | 1995 SM51  | 26 set 1995 | Kitt Peak      | Spacewatch               | —         | MPC                           |
| 192352     | 1995 SE86  | 26 set 1995 | Kitt Peak      | Spacewatch               | —         | MPC                           |
| 192353     | 1995 TS1   | 14 out 1995 | Xinglong       | SCAP                     | —         | MPC                           |
| 192354     | 1995 TV2   | 15 out 1995 | Kitt Peak      | Spacewatch               | —         | MPC                           |
| 192355     | 1995 TL3   | 15 out 1995 | Kitt Peak      | Spacewatch               | —         | MPC                           |
| 192356     | 1995 UB12  | 17 out 1995 | Kitt Peak      | Spacewatch               | —         | MPC                           |
| 192357     | 1995 UY16  | 17 out 1995 | Kitt Peak      | Spacewatch               | —         | MPC                           |
| 192358     | 1995 VT4   | 14 nov 1995 | Kitt Peak      | Spacewatch               | —         | MPC                           |
| 192359     | 1995 VY7   | 14 nov 1995 | Kitt Peak      | Spacewatch               | —         | MPC                           |
| 192360     | 1995 VN11  | 15 nov 1995 | Kitt Peak      | Spacewatch               | —         | MPC                           |
| 192361     | 1995 VB17  | 15 nov 1995 | Kitt Peak      | Spacewatch               | —         | MPC                           |
| 192362     | 1995 VC18  | 15 nov 1995 | Kitt Peak      | Spacewatch               | —         | MPC                           |
| 192363     | 1995 WR9   | 16 nov 1995 | Kitt Peak      | Spacewatch               | —         | MPC                           |
| 192364     | 1995 WB16  | 17 nov 1995 | Kitt Peak      | Spacewatch               | —         | MPC                           |
| 192365     | 1995 WU25  | 18 nov 1995 | Kitt Peak      | Spacewatch               | —         | MPC                           |
| 192366     | 1995 XP3   | 14 dez 1995 | Kitt Peak      | Spacewatch               | —         | MPC                           |
| 192367     | 1995 YF25  | 16 dez 1995 | Kitt Peak      | Spacewatch               | —         | MPC                           |
| 192368     | 1996 AT5   | 12 jan 1996 | Kitt Peak      | Spacewatch               | —         | MPC                           |
| 192369     | 1996 AC6   | 12 jan 1996 | Kitt Peak      | Spacewatch               | —         | MPC                           |
| 192370     | 1996 AG10  | 13 jan 1996 | Kitt Peak      | Spacewatch               | —         | MPC                           |
| 192371     | 1996 AD12  | 14 jan 1996 | Kitt Peak      | Spacewatch               | —         | MPC                           |
| 192372     | 1996 AB14  | 15 jan 1996 | Kitt Peak      | Spacewatch               | —         | MPC                           |
| 192373     | 1996 BL6   | 18 jan 1996 | Kitt Peak      | Spacewatch               | —         | MPC                           |
| 192374     | 1996 BP6   | 19 jan 1996 | Kitt Peak      | Spacewatch               | —         | MPC                           |
| 192375     | 1996 BR7   | 19 jan 1996 | Kitt Peak      | Spacewatch               | —         | MPC                           |
| 192376     | 1996 EH6   | 11 mar 1996 | Kitt Peak      | Spacewatch               | —         | MPC                           |
| 192377     | 1996 EL11  | 12 mar 1996 | Kitt Peak      | Spacewatch               | —         | MPC                           |
| 192378     | 1996 FZ10  | 20 mar 1996 | Kitt Peak      | Spacewatch               | —         | MPC                           |
| 192379     | 1996 GS6   | 12 abr 1996 | Kitt Peak      | Spacewatch               | Maria     | MPC                           |
| 192380     | 1996 GR11  | 14 abr 1996 | Kitt Peak      | Spacewatch               | —         | MPC                           |
| 192381     | 1996 HT4   | 18 abr 1996 | Kitt Peak      | Spacewatch               | —         | MPC                           |
| 192382     | 1996 JM8   | 12 mai 1996 | Kitt Peak      | Spacewatch               | —         | MPC                           |
| 192383     | 1996 JD10  | 13 mai 1996 | Kitt Peak      | Spacewatch               | —         | MPC                           |
| 192384     | 1996 KN2   | 18 mai 1996 | Kitt Peak      | Spacewatch               | —         | MPC                           |
| 192385     | 1996 RO12  | 8 set 1996  | Kitt Peak      | Spacewatch               | —         | MPC                           |
| 192386     | 1996 RE14  | 8 set 1996  | Kitt Peak      | Spacewatch               | Vesta     | MPC                           |
| 192387     | 1996 RV15  | 13 set 1996 | Kitt Peak      | Spacewatch               | —         | MPC                           |
| 192388     | 1996 RD29  | 11 set 1996 | La Silla       | UDTS                     | Vesta     | MPC                           |
| 192389     | 1996 RT29  | 12 set 1996 | La Silla       | UDTS                     | Vesta     | MPC                           |
| 192390     | 1996 RO30  | 13 set 1996 | La Silla       | UDTS                     | Vesta     | MPC                           |
| 192391     | 1996 TQ2   | 3 out 1996  | Xinglong       | SCAP                     | —         | MPC                           |
| 192392     | 1996 TM18  | 4 out 1996  | Kitt Peak      | Spacewatch               | —         | MPC                           |
| 192393     | 1996 TT22  | 6 out 1996  | Kitt Peak      | Spacewatch               | Vesta     | MPC                           |
| 192394     | 1996 TJ35  | 11 out 1996 | Kitt Peak      | Spacewatch               | —         | MPC                           |
| 192395     | 1996 TN36  | 12 out 1996 | Kitt Peak      | Spacewatch               | —         | MPC                           |
| 192396     | 1996 XP3   | 1 dez 1996  | Kitt Peak      | Spacewatch               | —         | MPC                           |
| 192397     | 1996 XZ5   | 7 dez 1996  | Oizumi         | T. Kobayashi             | —         | MPC                           |
| 192398     | 1996 XL10  | 2 dez 1996  | Kitt Peak      | Spacewatch               | —         | MPC                           |
| 192399     | 1996 XL29  | 13 dez 1996 | Kitt Peak      | Spacewatch               | —         | MPC                           |
| 192400     | 1997 AG2   | 3 jan 1997  | Oizumi         | T. Kobayashi             | —         | MPC                           |

## 192401–192500
| Designação           | Designação | Descoberta  | Descoberta    | Descobridor(es)    | Categoria | Mais informações / Referência |
| Permanente           | Provisória | Data        | Local         | Descobridor(es)    | Categoria | Mais informações / Referência |
| -------------------- | ---------- | ----------- | ------------- | ------------------ | --------- | ----------------------------- |
| 192401               | 1997 AR8   | 2 jan 1997  | Kitt Peak     | Spacewatch         | —         | MPC                           |
| 192402               | 1997 AW12  | 10 jan 1997 | Oizumi        | T. Kobayashi       | —         | MPC                           |
| 192403               | 1997 BQ4   | 31 jan 1997 | Kitt Peak     | Spacewatch         | —         | MPC                           |
| 192404               | 1997 EE19  | 3 mar 1997  | Kitt Peak     | Spacewatch         | —         | MPC                           |
| 192405               | 1997 EU21  | 4 mar 1997  | Kitt Peak     | Spacewatch         | —         | MPC                           |
| 192406               | 1997 EK26  | 4 mar 1997  | Kitt Peak     | Spacewatch         | —         | MPC                           |
| 192407               | 1997 EY30  | 5 mar 1997  | Kitt Peak     | Spacewatch         | —         | MPC                           |
| 192408               | 1997 GD1   | 2 abr 1997  | Kitt Peak     | Spacewatch         | —         | MPC                           |
| 192409               | 1997 GX13  | 3 abr 1997  | Socorro       | LINEAR             | —         | MPC                           |
| 192410               | 1997 GD25  | 7 abr 1997  | Kitt Peak     | Spacewatch         | —         | MPC                           |
| 192411               | 1997 GX31  | 15 abr 1997 | Kitt Peak     | Spacewatch         | —         | MPC                           |
| 192412               | 1997 HQ7   | 30 abr 1997 | Socorro       | LINEAR             | —         | MPC                           |
| 192413               | 1997 HN9   | 30 abr 1997 | Socorro       | LINEAR             | —         | MPC                           |
| 192414               | 1997 LG17  | 8 jun 1997  | La Silla      | E. W. Elst         | —         | MPC                           |
| 192415               | 1997 LM18  | 8 jun 1997  | Kitt Peak     | Spacewatch         | —         | MPC                           |
| 192416               | 1997 MA1   | 28 jun 1997 | Rand          | G. R. Viscome      | —         | MPC                           |
| 192417               | 1997 NS7   | 7 jul 1997  | Kitt Peak     | Spacewatch         | —         | MPC                           |
| 192418               | 1997 PC3   | 10 ago 1997 | Ondřejov      | P. Pravec          | —         | MPC                           |
| 192419               | 1997 SM18  | 28 set 1997 | Kitt Peak     | Spacewatch         | —         | MPC                           |
| 192420               | 1997 SP20  | 28 set 1997 | Kitt Peak     | Spacewatch         | —         | MPC                           |
| 192421               | 1997 SU20  | 28 set 1997 | Kitt Peak     | Spacewatch         | —         | MPC                           |
| 192422               | 1997 SH21  | 29 set 1997 | Kitt Peak     | Spacewatch         | Mitidika  | MPC                           |
| 192423               | 1997 SM26  | 28 set 1997 | Kitt Peak     | Spacewatch         | Vesta     | MPC                           |
| 192424               | 1997 SL30  | 30 set 1997 | Kitt Peak     | Spacewatch         | —         | MPC                           |
| 192425               | 1997 ST35  | 29 set 1997 | Kitt Peak     | Spacewatch         | —         | MPC                           |
| 192426               | 1997 TJ3   | 3 out 1997  | Caussols      | ODAS               | Ursula    | MPC                           |
| 192427               | 1997 TD4   | 3 out 1997  | Caussols      | ODAS               | Mitidika  | MPC                           |
| 192428               | 1997 TZ5   | 2 out 1997  | Caussols      | ODAS               | Ursula    | MPC                           |
| 192429               | 1997 TO9   | 2 out 1997  | Kitt Peak     | Spacewatch         | —         | MPC                           |
| 192430               | 1997 TD13  | 3 out 1997  | Kitt Peak     | Spacewatch         | —         | MPC                           |
| 192431               | 1997 TS21  | 4 out 1997  | Kitt Peak     | Spacewatch         | —         | MPC                           |
| 192432               | 1997 TA24  | 11 out 1997 | Kitt Peak     | Spacewatch         | —         | MPC                           |
| 192433               | 1997 TL26  | 8 out 1997  | Uenohara      | N. Kawasato        | —         | MPC                           |
| 192434               | 1997 US1   | 23 out 1997 | Kitt Peak     | Spacewatch         | —         | MPC                           |
| 192435               | 1997 UJ2   | 24 out 1997 | Kitt Peak     | Spacewatch         | —         | MPC                           |
| 192436               | 1997 UU6   | 23 out 1997 | Kitt Peak     | Spacewatch         | —         | MPC                           |
| 192437               | 1997 UA16  | 23 out 1997 | Kitt Peak     | Spacewatch         | —         | MPC                           |
| 192438               | 1997 UN27  | 26 out 1997 | Cima Ekar     | Asiago Obs.        | —         | MPC                           |
| 192439 Cílek         | 1997 VC    | 1 nov 1997  | Kleť          | J. Tichá, M. Tichý | —         | MPC                           |
| 192440               | 1997 VH7   | 2 nov 1997  | Xinglong      | SCAP               | —         | MPC                           |
| 192441               | 1997 WH1   | 19 nov 1997 | Xinglong      | SCAP               | —         | MPC                           |
| 192442               | 1997 WJ3   | 22 nov 1997 | Kitt Peak     | Spacewatch         | Vesta     | MPC                           |
| 192443               | 1997 WY5   | 23 nov 1997 | Kitt Peak     | Spacewatch         | —         | MPC                           |
| 192444               | 1997 WY9   | 21 nov 1997 | Kitt Peak     | Spacewatch         | Mitidika  | MPC                           |
| 192445               | 1997 WG14  | 22 nov 1997 | Kitt Peak     | Spacewatch         | —         | MPC                           |
| 192446               | 1997 WA15  | 23 nov 1997 | Kitt Peak     | Spacewatch         | Mitidika  | MPC                           |
| 192447               | 1997 WR15  | 23 nov 1997 | Kitt Peak     | Spacewatch         | —         | MPC                           |
| 192448               | 1997 WY15  | 23 nov 1997 | Kitt Peak     | Spacewatch         | Vesta     | MPC                           |
| 192449               | 1997 WG20  | 25 nov 1997 | Kitt Peak     | Spacewatch         | —         | MPC                           |
| 192450 Xinjiangdaxue | 1997 WY21  | 23 nov 1997 | Xinglong      | SCAP               | —         | MPC                           |
| 192451               | 1997 WQ42  | 29 nov 1997 | Socorro       | LINEAR             | —         | MPC                           |
| 192452               | 1997 YQ2   | 21 dez 1997 | Chichibu      | N. Satō            | —         | MPC                           |
| 192453               | 1998 BV3   | 18 jan 1998 | Kitt Peak     | Spacewatch         | —         | MPC                           |
| 192454               | 1998 BQ5   | 22 jan 1998 | Kitt Peak     | Spacewatch         | Ursula    | MPC                           |
| 192455               | 1998 BQ20  | 22 jan 1998 | Kitt Peak     | Spacewatch         | —         | MPC                           |
| 192456               | 1998 BU23  | 26 jan 1998 | Kitt Peak     | Spacewatch         | —         | MPC                           |
| 192457               | 1998 BM33  | 31 jan 1998 | Oizumi        | T. Kobayashi       | —         | MPC                           |
| 192458               | 1998 DG1   | 19 fev 1998 | Kleť          | Kleť Obs.          | —         | MPC                           |
| 192459               | 1998 DS6   | 17 fev 1998 | Kitt Peak     | Spacewatch         | Phocaea   | MPC                           |
| 192460               | 1998 DT16  | 22 fev 1998 | Kitt Peak     | Spacewatch         | —         | MPC                           |
| 192461               | 1998 DE19  | 24 fev 1998 | Kitt Peak     | Spacewatch         | —         | MPC                           |
| 192462               | 1998 EZ7   | 2 mar 1998  | Xinglong      | SCAP               | —         | MPC                           |
| 192463               | 1998 FU4   | 23 mar 1998 | Kitt Peak     | Spacewatch         | —         | MPC                           |
| 192464               | 1998 FJ8   | 20 mar 1998 | Kitt Peak     | Spacewatch         | —         | MPC                           |
| 192465               | 1998 FM14  | 26 mar 1998 | Caussols      | ODAS               | —         | MPC                           |
| 192466               | 1998 FJ16  | 30 mar 1998 | Kleť          | Kleť Obs.          | —         | MPC                           |
| 192467               | 1998 FH28  | 20 mar 1998 | Socorro       | LINEAR             | —         | MPC                           |
| 192468               | 1998 FH40  | 20 mar 1998 | Socorro       | LINEAR             | —         | MPC                           |
| 192469               | 1998 FF48  | 20 mar 1998 | Socorro       | LINEAR             | —         | MPC                           |
| 192470               | 1998 FV53  | 20 mar 1998 | Socorro       | LINEAR             | —         | MPC                           |
| 192471               | 1998 FF59  | 20 mar 1998 | Socorro       | LINEAR             | Mitidika  | MPC                           |
| 192472               | 1998 FO64  | 20 mar 1998 | Socorro       | LINEAR             | Phocaea   | MPC                           |
| 192473               | 1998 FX71  | 20 mar 1998 | Socorro       | LINEAR             | —         | MPC                           |
| 192474               | 1998 FM72  | 20 mar 1998 | Socorro       | LINEAR             | —         | MPC                           |
| 192475               | 1998 FR122 | 20 mar 1998 | Socorro       | LINEAR             | Pallas    | MPC                           |
| 192476               | 1998 FN133 | 20 mar 1998 | Socorro       | LINEAR             | —         | MPC                           |
| 192477               | 1998 FF134 | 20 mar 1998 | Socorro       | LINEAR             | —         | MPC                           |
| 192478               | 1998 FM138 | 28 mar 1998 | Socorro       | LINEAR             | —         | MPC                           |
| 192479               | 1998 FO138 | 28 mar 1998 | Socorro       | LINEAR             | —         | MPC                           |
| 192480               | 1998 FZ138 | 28 mar 1998 | Socorro       | LINEAR             | —         | MPC                           |
| 192481               | 1998 GQ2   | 2 abr 1998  | Socorro       | LINEAR             | —         | MPC                           |
| 192482               | 1998 GS8   | 2 abr 1998  | Socorro       | LINEAR             | —         | MPC                           |
| 192483               | 1998 HS2   | 20 abr 1998 | Kitt Peak     | Spacewatch         | —         | MPC                           |
| 192484               | 1998 HE4   | 19 abr 1998 | Kitt Peak     | Spacewatch         | —         | MPC                           |
| 192485               | 1998 HM5   | 22 abr 1998 | Kitt Peak     | Spacewatch         | —         | MPC                           |
| 192486               | 1998 HP7   | 23 abr 1998 | Socorro       | LINEAR             | —         | MPC                           |
| 192487               | 1998 HG11  | 18 abr 1998 | Kitt Peak     | Spacewatch         | —         | MPC                           |
| 192488               | 1998 HK22  | 20 abr 1998 | Socorro       | LINEAR             | —         | MPC                           |
| 192489               | 1998 HU22  | 20 abr 1998 | Socorro       | LINEAR             | —         | MPC                           |
| 192490               | 1998 HU23  | 28 abr 1998 | Kitt Peak     | Spacewatch         | —         | MPC                           |
| 192491               | 1998 HU27  | 22 abr 1998 | Kitt Peak     | Spacewatch         | —         | MPC                           |
| 192492               | 1998 HA35  | 20 abr 1998 | Socorro       | LINEAR             | —         | MPC                           |
| 192493               | 1998 HG42  | 24 abr 1998 | Kitt Peak     | Spacewatch         | —         | MPC                           |
| 192494               | 1998 HF62  | 21 abr 1998 | Socorro       | LINEAR             | Phocaea   | MPC                           |
| 192495               | 1998 HJ64  | 21 abr 1998 | Socorro       | LINEAR             | —         | MPC                           |
| 192496               | 1998 HS66  | 21 abr 1998 | Socorro       | LINEAR             | —         | MPC                           |
| 192497               | 1998 HJ89  | 21 abr 1998 | Socorro       | LINEAR             | —         | MPC                           |
| 192498               | 1998 KA7   | 22 mai 1998 | Anderson Mesa | LONEOS             | —         | MPC                           |
| 192499               | 1998 KT10  | 22 mai 1998 | Kitt Peak     | Spacewatch         | —         | MPC                           |
| 192500               | 1998 KT15  | 22 mai 1998 | Socorro       | LINEAR             | —         | MPC                           |

## 192501–192600
| Designação | Designação | Descoberta  | Descoberta          | Descobridor(es)      | Categoria | Mais informações / Referência |
| Permanente | Provisória | Data        | Local               | Descobridor(es)      | Categoria | Mais informações / Referência |
| ---------- | ---------- | ----------- | ------------------- | -------------------- | --------- | ----------------------------- |
| 192501     | 1998 KD17  | 26 mai 1998 | Kitt Peak           | Spacewatch           | —         | MPC                           |
| 192502     | 1998 KN26  | 26 mai 1998 | Kitt Peak           | Spacewatch           | —         | MPC                           |
| 192503     | 1998 KO32  | 22 mai 1998 | Socorro             | LINEAR               | —         | MPC                           |
| 192504     | 1998 MC14  | 20 jun 1998 | Caussols            | ODAS                 | —         | MPC                           |
| 192505     | 1998 MU14  | 20 jun 1998 | Kitt Peak           | Spacewatch           | —         | MPC                           |
| 192506     | 1998 MS48  | 25 jun 1998 | Kitt Peak           | Spacewatch           | —         | MPC                           |
| 192507     | 1998 MQ37  | 24 jun 1998 | Anderson Mesa       | LONEOS               | —         | MPC                           |
| 192508     | 1998 OP13  | 26 jul 1998 | La Silla            | E. W. Elst           | —         | MPC                           |
| 192509     | 1998 QL5   | 22 ago 1998 | Xinglong            | SCAP                 | —         | MPC                           |
| 192510     | 1998 QX29  | 25 ago 1998 | Xinglong            | SCAP                 | Eos       | MPC                           |
| 192511     | 1998 QR73  | 24 ago 1998 | Socorro             | LINEAR               | —         | MPC                           |
| 192512     | 1998 QB76  | 24 ago 1998 | Socorro             | LINEAR               | Eos       | MPC                           |
| 192513     | 1998 QZ103 | 26 ago 1998 | La Silla            | E. W. Elst           | —         | MPC                           |
| 192514     | 1998 RP12  | 14 set 1998 | Kitt Peak           | Spacewatch           | —         | MPC                           |
| 192515     | 1998 RS15  | 1 set 1998  | Xinglong            | SCAP                 | —         | MPC                           |
| 192516     | 1998 RK16  | 10 set 1998 | Caussols            | ODAS                 | —         | MPC                           |
| 192517     | 1998 RF20  | 14 set 1998 | Socorro             | LINEAR               | Eos       | MPC                           |
| 192518     | 1998 RW29  | 14 set 1998 | Socorro             | LINEAR               | —         | MPC                           |
| 192519     | 1998 RE48  | 14 set 1998 | Socorro             | LINEAR               | —         | MPC                           |
| 192520     | 1998 RS63  | 14 set 1998 | Socorro             | LINEAR               | —         | MPC                           |
| 192521     | 1998 RK67  | 14 set 1998 | Socorro             | LINEAR               | —         | MPC                           |
| 192522     | 1998 RJ76  | 14 set 1998 | Socorro             | LINEAR               | —         | MPC                           |
| 192523     | 1998 RT80  | 13 set 1998 | Kitt Peak           | Spacewatch           | —         | MPC                           |
| 192524     | 1998 RY80  | 15 set 1998 | Anderson Mesa       | LONEOS               | —         | MPC                           |
| 192525     | 1998 SM12  | 21 set 1998 | Višnjan Observatory | Višnjan Obs.         | —         | MPC                           |
| 192526     | 1998 SP15  | 16 set 1998 | Kitt Peak           | Spacewatch           | —         | MPC                           |
| 192527     | 1998 ST17  | 17 set 1998 | Kitt Peak           | Spacewatch           | —         | MPC                           |
| 192528     | 1998 SG41  | 25 set 1998 | Kitt Peak           | Spacewatch           | —         | MPC                           |
| 192529     | 1998 SU48  | 27 set 1998 | Kitt Peak           | Spacewatch           | —         | MPC                           |
| 192530     | 1998 SE52  | 28 set 1998 | Kitt Peak           | Spacewatch           | —         | MPC                           |
| 192531     | 1998 SC62  | 18 set 1998 | Anderson Mesa       | LONEOS               | —         | MPC                           |
| 192532     | 1998 SZ63  | 20 set 1998 | La Silla            | E. W. Elst           | —         | MPC                           |
| 192533     | 1998 SB70  | 21 set 1998 | Socorro             | LINEAR               | —         | MPC                           |
| 192534     | 1998 SN80  | 26 set 1998 | Socorro             | LINEAR               | —         | MPC                           |
| 192535     | 1998 SW85  | 26 set 1998 | Socorro             | LINEAR               | —         | MPC                           |
| 192536     | 1998 SF88  | 26 set 1998 | Socorro             | LINEAR               | —         | MPC                           |
| 192537     | 1998 SL89  | 26 set 1998 | Socorro             | LINEAR               | —         | MPC                           |
| 192538     | 1998 SE97  | 26 set 1998 | Socorro             | LINEAR               | —         | MPC                           |
| 192539     | 1998 SC119 | 26 set 1998 | Socorro             | LINEAR               | —         | MPC                           |
| 192540     | 1998 SN120 | 26 set 1998 | Socorro             | LINEAR               | —         | MPC                           |
| 192541     | 1998 SY124 | 26 set 1998 | Socorro             | LINEAR               | —         | MPC                           |
| 192542     | 1998 SO144 | 20 set 1998 | La Silla            | E. W. Elst           | —         | MPC                           |
| 192543     | 1998 SD146 | 20 set 1998 | La Silla            | E. W. Elst           | Brangane  | MPC                           |
| 192544     | 1998 SM157 | 26 set 1998 | Socorro             | LINEAR               | —         | MPC                           |
| 192545     | 1998 SS160 | 26 set 1998 | Socorro             | LINEAR               | —         | MPC                           |
| 192546     | 1998 TE1   | 12 out 1998 | Kitt Peak           | Spacewatch           | —         | MPC                           |
| 192547     | 1998 TW6   | 1 out 1998  | Kitt Peak           | Spacewatch           | —         | MPC                           |
| 192548     | 1998 TE7   | 14 out 1998 | Caussols            | ODAS                 | —         | MPC                           |
| 192549     | 1998 TJ14  | 14 out 1998 | Kitt Peak           | Spacewatch           | —         | MPC                           |
| 192550     | 1998 TC20  | 13 out 1998 | Kitt Peak           | Spacewatch           | —         | MPC                           |
| 192551     | 1998 TY24  | 14 out 1998 | Kitt Peak           | Spacewatch           | —         | MPC                           |
| 192552     | 1998 TP26  | 14 out 1998 | Kitt Peak           | Spacewatch           | —         | MPC                           |
| 192553     | 1998 TH27  | 15 out 1998 | Kitt Peak           | Spacewatch           | —         | MPC                           |
| 192554     | 1998 TU27  | 15 out 1998 | Kitt Peak           | Spacewatch           | —         | MPC                           |
| 192555     | 1998 TV27  | 15 out 1998 | Kitt Peak           | Spacewatch           | Eos       | MPC                           |
| 192556     | 1998 UP5   | 22 out 1998 | Caussols            | ODAS                 | —         | MPC                           |
| 192557     | 1998 UE13  | 18 out 1998 | Kitt Peak           | Spacewatch           | —         | MPC                           |
| 192558     | 1998 UM44  | 17 out 1998 | Xinglong            | SCAP                 | Brangane  | MPC                           |
| 192559     | 1998 VO    | 10 nov 1998 | Socorro             | LINEAR               | —         | MPC                           |
| 192560     | 1998 VT    | 11 nov 1998 | Anderson Mesa       | LONEOS               | —         | MPC                           |
| 192561     | 1998 VA9   | 10 nov 1998 | Socorro             | LINEAR               | —         | MPC                           |
| 192562     | 1998 VP17  | 10 nov 1998 | Socorro             | LINEAR               | —         | MPC                           |
| 192563     | 1998 WZ6   | 23 nov 1998 | Oizumi              | T. Kobayashi         | —         | MPC                           |
| 192564     | 1998 WL22  | 18 nov 1998 | Socorro             | LINEAR               | —         | MPC                           |
| 192565     | 1998 WS34  | 17 nov 1998 | Kitt Peak           | Spacewatch           | —         | MPC                           |
| 192566     | 1998 WA35  | 18 nov 1998 | Kitt Peak           | Spacewatch           | —         | MPC                           |
| 192567     | 1998 WD35  | 18 nov 1998 | Kitt Peak           | Spacewatch           | —         | MPC                           |
| 192568     | 1998 WZ35  | 19 nov 1998 | Kitt Peak           | Spacewatch           | —         | MPC                           |
| 192569     | 1998 WB36  | 19 nov 1998 | Kitt Peak           | Spacewatch           | —         | MPC                           |
| 192570     | 1998 WS36  | 19 nov 1998 | Kitt Peak           | Spacewatch           | —         | MPC                           |
| 192571     | 1998 WR38  | 21 nov 1998 | Kitt Peak           | Spacewatch           | —         | MPC                           |
| 192572     | 1998 WS40  | 23 nov 1998 | Kitt Peak           | Spacewatch           | —         | MPC                           |
| 192573     | 1998 XL    | 6 dez 1998  | San Marcello        | L. Tesi, A. Boattini | —         | MPC                           |
| 192574     | 1998 XQ6   | 8 dez 1998  | Kitt Peak           | Spacewatch           | —         | MPC                           |
| 192575     | 1998 XM20  | 10 dez 1998 | Kitt Peak           | Spacewatch           | Ursula    | MPC                           |
| 192576     | 1998 XB22  | 10 dez 1998 | Kitt Peak           | Spacewatch           | —         | MPC                           |
| 192577     | 1998 XT25  | 14 dez 1998 | Kitt Peak           | Spacewatch           | —         | MPC                           |
| 192578     | 1998 XU61  | 15 dez 1998 | Kitt Peak           | Spacewatch           | —         | MPC                           |
| 192579     | 1998 XN62  | 11 dez 1998 | Socorro             | LINEAR               | —         | MPC                           |
| 192580     | 1998 XB98  | 10 dez 1998 | Kitt Peak           | Spacewatch           | —         | MPC                           |
| 192581     | 1998 YH16  | 22 dez 1998 | Kitt Peak           | Spacewatch           | Ursula    | MPC                           |
| 192582     | 1998 YF18  | 25 dez 1998 | Kitt Peak           | Spacewatch           | —         | MPC                           |
| 192583     | 1999 AY9   | 13 jan 1999 | Xinglong            | SCAP                 | —         | MPC                           |
| 192584     | 1999 AY14  | 8 jan 1999  | Kitt Peak           | Spacewatch           | —         | MPC                           |
| 192585     | 1999 AX22  | 15 jan 1999 | Catalina            | CSS                  | —         | MPC                           |
| 192586     | 1999 AV29  | 13 jan 1999 | Kitt Peak           | Spacewatch           | —         | MPC                           |
| 192587     | 1999 AA31  | 14 jan 1999 | Kitt Peak           | Spacewatch           | —         | MPC                           |
| 192588     | 1999 BH1   | 18 jan 1999 | Kleť                | Kleť Obs.            | —         | MPC                           |
| 192589     | 1999 BM11  | 20 jan 1999 | Caussols            | ODAS                 | —         | MPC                           |
| 192590     | 1999 BW11  | 21 jan 1999 | Caussols            | ODAS                 | —         | MPC                           |
| 192591     | 1999 CE8   | 13 fev 1999 | Eskridge            | G. Hug, G. Bell      | —         | MPC                           |
| 192592     | 1999 CB11  | 12 fev 1999 | Socorro             | LINEAR               | —         | MPC                           |
| 192593     | 1999 CJ26  | 10 fev 1999 | Socorro             | LINEAR               | —         | MPC                           |
| 192594     | 1999 CO37  | 10 fev 1999 | Socorro             | LINEAR               | —         | MPC                           |
| 192595     | 1999 CS47  | 10 fev 1999 | Socorro             | LINEAR               | —         | MPC                           |
| 192596     | 1999 CU87  | 10 fev 1999 | Socorro             | LINEAR               | —         | MPC                           |
| 192597     | 1999 CW95  | 10 fev 1999 | Socorro             | LINEAR               | —         | MPC                           |
| 192598     | 1999 CV126 | 11 fev 1999 | Socorro             | LINEAR               | —         | MPC                           |
| 192599     | 1999 CT137 | 9 fev 1999  | Kitt Peak           | Spacewatch           | —         | MPC                           |
| 192600     | 1999 CE147 | 9 fev 1999  | Kitt Peak           | Spacewatch           | Mitidika  | MPC                           |

## 192601–192700
| Designação      | Designação | Descoberta  | Descoberta          | Descobridor(es)       | Categoria | Mais informações / Referência |
| Permanente      | Provisória | Data        | Local               | Descobridor(es)       | Categoria | Mais informações / Referência |
| --------------- | ---------- | ----------- | ------------------- | --------------------- | --------- | ----------------------------- |
| 192601          | 1999 CK159 | 9 fev 1999  | Kitt Peak           | Spacewatch            | —         | MPC                           |
| 192602          | 1999 EQ2   | 10 mar 1999 | Kitt Peak           | Spacewatch            | Mitidika  | MPC                           |
| 192603          | 1999 EA9   | 15 mar 1999 | Kitt Peak           | Spacewatch            | —         | MPC                           |
| 192604          | 1999 EO13  | 10 mar 1999 | Kitt Peak           | Spacewatch            | —         | MPC                           |
| 192605          | 1999 FE12  | 18 mar 1999 | Kitt Peak           | Spacewatch            | —         | MPC                           |
| 192606          | 1999 FE42  | 20 mar 1999 | Socorro             | LINEAR                | —         | MPC                           |
| 192607          | 1999 FB60  | 19 mar 1999 | Kitt Peak           | Spacewatch            | —         | MPC                           |
| 192608          | 1999 FH60  | 19 mar 1999 | Caussols            | ODAS                  | —         | MPC                           |
| 192609          | 1999 GY3   | 12 abr 1999 | Cocoa               | I. P. Griffin         | —         | MPC                           |
| 192610          | 1999 GH10  | 11 abr 1999 | Kitt Peak           | Spacewatch            | —         | MPC                           |
| 192611          | 1999 GX26  | 7 abr 1999  | Socorro             | LINEAR                | —         | MPC                           |
| 192612          | 1999 GT39  | 12 abr 1999 | Socorro             | LINEAR                | —         | MPC                           |
| 192613          | 1999 GL46  | 12 abr 1999 | Socorro             | LINEAR                | —         | MPC                           |
| 192614          | 1999 GY54  | 6 abr 1999  | Kitt Peak           | Spacewatch            | —         | MPC                           |
| 192615          | 1999 GP56  | 9 abr 1999  | Kitt Peak           | Spacewatch            | —         | MPC                           |
| 192616          | 1999 GF58  | 7 abr 1999  | Socorro             | LINEAR                | —         | MPC                           |
| 192617          | 1999 HX9   | 17 abr 1999 | Socorro             | LINEAR                | —         | MPC                           |
| 192618          | 1999 JP4   | 10 mai 1999 | Socorro             | LINEAR                | Juno      | MPC                           |
| 192619          | 1999 JQ4   | 10 mai 1999 | Socorro             | LINEAR                | —         | MPC                           |
| 192620          | 1999 JV5   | 12 mai 1999 | Socorro             | LINEAR                | —         | MPC                           |
| 192621          | 1999 JN11  | 10 mai 1999 | Socorro             | LINEAR                | —         | MPC                           |
| 192622          | 1999 JW26  | 10 mai 1999 | Socorro             | LINEAR                | —         | MPC                           |
| 192623          | 1999 JR36  | 10 mai 1999 | Socorro             | LINEAR                | —         | MPC                           |
| 192624          | 1999 JJ44  | 10 mai 1999 | Socorro             | LINEAR                | —         | MPC                           |
| 192625          | 1999 JS101 | 13 mai 1999 | Socorro             | LINEAR                | —         | MPC                           |
| 192626          | 1999 JR133 | 14 mai 1999 | Catalina            | CSS                   | —         | MPC                           |
| 192627          | 1999 KS    | 16 mai 1999 | Catalina            | CSS                   | —         | MPC                           |
| 192628          | 1999 KK3   | 17 mai 1999 | Kitt Peak           | Spacewatch            | —         | MPC                           |
| 192629          | 1999 KM11  | 18 mai 1999 | Socorro             | LINEAR                | —         | MPC                           |
| 192630          | 1999 LL    | 5 jun 1999  | Woomera             | F. B. Zoltowski       | —         | MPC                           |
| 192631          | 1999 LG29  | 9 jun 1999  | Kitt Peak           | Spacewatch            | —         | MPC                           |
| 192632          | 1999 NL53  | 12 jul 1999 | Socorro             | LINEAR                | —         | MPC                           |
| 192633          | 1999 NT56  | 12 jul 1999 | Socorro             | LINEAR                | Phocaea   | MPC                           |
| 192634          | 1999 NF60  | 13 jul 1999 | Socorro             | LINEAR                | —         | MPC                           |
| 192635          | 1999 QT    | 17 ago 1999 | Kitt Peak           | Spacewatch            | —         | MPC                           |
| 192636          | 1999 QL2   | 31 ago 1999 | Ondřejov            | L. Kotková            | —         | MPC                           |
| 192637          | 1999 RD6   | 3 set 1999  | Kitt Peak           | Spacewatch            | —         | MPC                           |
| 192638          | 1999 RC10  | 7 set 1999  | Socorro             | LINEAR                | —         | MPC                           |
| 192639          | 1999 RR20  | 7 set 1999  | Socorro             | LINEAR                | Flora     | MPC                           |
| 192640          | 1999 RY20  | 7 set 1999  | Socorro             | LINEAR                | —         | MPC                           |
| 192641          | 1999 RG23  | 7 set 1999  | Socorro             | LINEAR                | —         | MPC                           |
| 192642          | 1999 RD32  | 8 set 1999  | Socorro             | LINEAR                | —         | MPC                           |
| 192643          | 1999 RG39  | 6 set 1999  | Catalina            | CSS                   | —         | MPC                           |
| 192644          | 1999 RS39  | 7 set 1999  | Catalina            | CSS                   | —         | MPC                           |
| 192645          | 1999 RJ47  | 7 set 1999  | Socorro             | LINEAR                | —         | MPC                           |
| 192646          | 1999 RZ67  | 7 set 1999  | Socorro             | LINEAR                | —         | MPC                           |
| 192647          | 1999 RU71  | 7 set 1999  | Socorro             | LINEAR                | —         | MPC                           |
| 192648          | 1999 RO76  | 7 set 1999  | Socorro             | LINEAR                | —         | MPC                           |
| 192649          | 1999 RV78  | 7 set 1999  | Socorro             | LINEAR                | —         | MPC                           |
| 192650          | 1999 RF80  | 7 set 1999  | Socorro             | LINEAR                | —         | MPC                           |
| 192651          | 1999 RS80  | 7 set 1999  | Socorro             | LINEAR                | —         | MPC                           |
| 192652          | 1999 RM81  | 7 set 1999  | Socorro             | LINEAR                | —         | MPC                           |
| 192653          | 1999 RD103 | 8 set 1999  | Socorro             | LINEAR                | —         | MPC                           |
| 192654          | 1999 RZ106 | 8 set 1999  | Socorro             | LINEAR                | —         | MPC                           |
| 192655          | 1999 RQ107 | 8 set 1999  | Socorro             | LINEAR                | —         | MPC                           |
| 192656          | 1999 RF121 | 9 set 1999  | Socorro             | LINEAR                | —         | MPC                           |
| 192657          | 1999 RD125 | 9 set 1999  | Socorro             | LINEAR                | —         | MPC                           |
| 192658          | 1999 RU130 | 9 set 1999  | Socorro             | LINEAR                | —         | MPC                           |
| 192659          | 1999 RJ134 | 9 set 1999  | Socorro             | LINEAR                | —         | MPC                           |
| 192660          | 1999 RD150 | 9 set 1999  | Socorro             | LINEAR                | Phocaea   | MPC                           |
| 192661          | 1999 RU155 | 9 set 1999  | Socorro             | LINEAR                | —         | MPC                           |
| 192662          | 1999 RK161 | 9 set 1999  | Socorro             | LINEAR                | —         | MPC                           |
| 192663          | 1999 RS169 | 9 set 1999  | Socorro             | LINEAR                | —         | MPC                           |
| 192664          | 1999 RK179 | 16 set 1999 | Socorro             | LINEAR                | —         | MPC                           |
| 192665          | 1999 RS181 | 14 set 1999 | Kitt Peak           | Spacewatch            | —         | MPC                           |
| 192666          | 1999 RC189 | 9 set 1999  | Socorro             | LINEAR                | —         | MPC                           |
| 192667          | 1999 RC199 | 10 set 1999 | Socorro             | LINEAR                | Phocaea   | MPC                           |
| 192668          | 1999 RQ199 | 8 set 1999  | Socorro             | LINEAR                | —         | MPC                           |
| 192669          | 1999 RD203 | 8 set 1999  | Socorro             | LINEAR                | —         | MPC                           |
| 192670          | 1999 RR206 | 8 set 1999  | Socorro             | LINEAR                | —         | MPC                           |
| 192671          | 1999 RF213 | 11 set 1999 | Socorro             | LINEAR                | —         | MPC                           |
| 192672          | 1999 RW219 | 4 set 1999  | Catalina            | CSS                   | —         | MPC                           |
| 192673          | 1999 RD222 | 7 set 1999  | Catalina            | CSS                   | —         | MPC                           |
| 192674          | 1999 RB224 | 7 set 1999  | Catalina            | CSS                   | —         | MPC                           |
| 192675          | 1999 RG226 | 4 set 1999  | Catalina            | CSS                   | —         | MPC                           |
| 192676          | 1999 RK239 | 8 set 1999  | Catalina            | CSS                   | —         | MPC                           |
| 192677          | 1999 RR252 | 8 set 1999  | Socorro             | LINEAR                | —         | MPC                           |
| 192678          | 1999 SM10  | 30 set 1999 | Socorro             | LINEAR                | —         | MPC                           |
| 192679          | 1999 SO12  | 30 set 1999 | Socorro             | LINEAR                | —         | MPC                           |
| 192680          | 1999 SE17  | 30 set 1999 | Catalina            | CSS                   | —         | MPC                           |
| 192681          | 1999 SJ21  | 30 set 1999 | Kitt Peak           | Spacewatch            | —         | MPC                           |
| 192682          | 1999 SF26  | 30 set 1999 | Kitt Peak           | Spacewatch            | —         | MPC                           |
| 192683          | 1999 SO27  | 29 set 1999 | Anderson Mesa       | LONEOS                | —         | MPC                           |
| 192684          | 1999 TW6   | 6 out 1999  | Višnjan Observatory | K. Korlević, M. Jurić | —         | MPC                           |
| 192685          | 1999 TA8   | 7 out 1999  | Črni Vrh            | Črni Vrh              | —         | MPC                           |
| 192686 Aljuroma | 1999 TU17  | 15 out 1999 | Bornheim            | N. Ehring             | —         | MPC                           |
| 192687          | 1999 TC21  | 7 out 1999  | Goodricke-Pigott    | R. A. Tucker          | —         | MPC                           |
| 192688          | 1999 TQ22  | 3 out 1999  | Kitt Peak           | Spacewatch            | —         | MPC                           |
| 192689          | 1999 TF25  | 3 out 1999  | Socorro             | LINEAR                | —         | MPC                           |
| 192690          | 1999 TO35  | 4 out 1999  | Socorro             | LINEAR                | Eos       | MPC                           |
| 192691          | 1999 TY39  | 3 out 1999  | Catalina            | CSS                   | —         | MPC                           |
| 192692          | 1999 TH41  | 2 out 1999  | Kitt Peak           | Spacewatch            | —         | MPC                           |
| 192693          | 1999 TH42  | 3 out 1999  | Kitt Peak           | Spacewatch            | —         | MPC                           |
| 192694          | 1999 TM44  | 3 out 1999  | Kitt Peak           | Spacewatch            | —         | MPC                           |
| 192695          | 1999 TB48  | 4 out 1999  | Kitt Peak           | Spacewatch            | —         | MPC                           |
| 192696          | 1999 TO54  | 6 out 1999  | Kitt Peak           | Spacewatch            | —         | MPC                           |
| 192697          | 1999 TB60  | 7 out 1999  | Kitt Peak           | Spacewatch            | —         | MPC                           |
| 192698          | 1999 TF60  | 7 out 1999  | Kitt Peak           | Spacewatch            | —         | MPC                           |
| 192699          | 1999 TL60  | 7 out 1999  | Kitt Peak           | Spacewatch            | —         | MPC                           |
| 192700          | 1999 TJ61  | 7 out 1999  | Kitt Peak           | Spacewatch            | —         | MPC                           |

## 192701–192800
| Designação | Designação | Descoberta  | Descoberta        | Descobridor(es) | Categoria | Mais informações / Referência |
| Permanente | Provisória | Data        | Local             | Descobridor(es) | Categoria | Mais informações / Referência |
| ---------- | ---------- | ----------- | ----------------- | --------------- | --------- | ----------------------------- |
| 192701     | 1999 TB63  | 7 out 1999  | Kitt Peak         | Spacewatch      | —         | MPC                           |
| 192702     | 1999 TR67  | 8 out 1999  | Kitt Peak         | Spacewatch      | —         | MPC                           |
| 192703     | 1999 TD77  | 10 out 1999 | Kitt Peak         | Spacewatch      | —         | MPC                           |
| 192704     | 1999 TQ78  | 11 out 1999 | Kitt Peak         | Spacewatch      | —         | MPC                           |
| 192705     | 1999 TN81  | 12 out 1999 | Kitt Peak         | Spacewatch      | —         | MPC                           |
| 192706     | 1999 TX90  | 2 out 1999  | Socorro           | LINEAR          | —         | MPC                           |
| 192707     | 1999 TM94  | 2 out 1999  | Socorro           | LINEAR          | —         | MPC                           |
| 192708     | 1999 TW102 | 2 out 1999  | Socorro           | LINEAR          | —         | MPC                           |
| 192709     | 1999 TM105 | 3 out 1999  | Socorro           | LINEAR          | —         | MPC                           |
| 192710     | 1999 TF107 | 4 out 1999  | Socorro           | LINEAR          | Eos       | MPC                           |
| 192711     | 1999 TJ107 | 4 out 1999  | Socorro           | LINEAR          | —         | MPC                           |
| 192712     | 1999 TC112 | 4 out 1999  | Socorro           | LINEAR          | —         | MPC                           |
| 192713     | 1999 TB124 | 4 out 1999  | Socorro           | LINEAR          | —         | MPC                           |
| 192714     | 1999 TN125 | 4 out 1999  | Socorro           | LINEAR          | —         | MPC                           |
| 192715     | 1999 TP127 | 4 out 1999  | Socorro           | LINEAR          | —         | MPC                           |
| 192716     | 1999 TL130 | 6 out 1999  | Socorro           | LINEAR          | —         | MPC                           |
| 192717     | 1999 TJ133 | 6 out 1999  | Socorro           | LINEAR          | —         | MPC                           |
| 192718     | 1999 TM138 | 6 out 1999  | Socorro           | LINEAR          | —         | MPC                           |
| 192719     | 1999 TT138 | 6 out 1999  | Socorro           | LINEAR          | —         | MPC                           |
| 192720     | 1999 TA140 | 6 out 1999  | Socorro           | LINEAR          | —         | MPC                           |
| 192721     | 1999 TH145 | 7 out 1999  | Socorro           | LINEAR          | —         | MPC                           |
| 192722     | 1999 TW145 | 7 out 1999  | Socorro           | LINEAR          | —         | MPC                           |
| 192723     | 1999 TS149 | 7 out 1999  | Socorro           | LINEAR          | —         | MPC                           |
| 192724     | 1999 TF157 | 9 out 1999  | Socorro           | LINEAR          | —         | MPC                           |
| 192725     | 1999 TZ159 | 9 out 1999  | Socorro           | LINEAR          | —         | MPC                           |
| 192726     | 1999 TJ161 | 9 out 1999  | Socorro           | LINEAR          | —         | MPC                           |
| 192727     | 1999 TS169 | 10 out 1999 | Socorro           | LINEAR          | —         | MPC                           |
| 192728     | 1999 TU169 | 10 out 1999 | Socorro           | LINEAR          | —         | MPC                           |
| 192729     | 1999 TR182 | 11 out 1999 | Socorro           | LINEAR          | —         | MPC                           |
| 192730     | 1999 TR188 | 12 out 1999 | Socorro           | LINEAR          | —         | MPC                           |
| 192731     | 1999 TG190 | 12 out 1999 | Socorro           | LINEAR          | —         | MPC                           |
| 192732     | 1999 TF192 | 12 out 1999 | Socorro           | LINEAR          | —         | MPC                           |
| 192733     | 1999 TV192 | 12 out 1999 | Socorro           | LINEAR          | —         | MPC                           |
| 192734     | 1999 TD193 | 12 out 1999 | Socorro           | LINEAR          | —         | MPC                           |
| 192735     | 1999 TK193 | 12 out 1999 | Socorro           | LINEAR          | —         | MPC                           |
| 192736     | 1999 TQ201 | 13 out 1999 | Socorro           | LINEAR          | —         | MPC                           |
| 192737     | 1999 TR205 | 13 out 1999 | Socorro           | LINEAR          | —         | MPC                           |
| 192738     | 1999 TU212 | 15 out 1999 | Socorro           | LINEAR          | —         | MPC                           |
| 192739     | 1999 TZ213 | 15 out 1999 | Socorro           | LINEAR          | —         | MPC                           |
| 192740     | 1999 TF214 | 15 out 1999 | Socorro           | LINEAR          | —         | MPC                           |
| 192741     | 1999 TX214 | 15 out 1999 | Socorro           | LINEAR          | —         | MPC                           |
| 192742     | 1999 TL215 | 15 out 1999 | Socorro           | LINEAR          | —         | MPC                           |
| 192743     | 1999 TG225 | 2 out 1999  | Kitt Peak         | Spacewatch      | —         | MPC                           |
| 192744     | 1999 TQ225 | 2 out 1999  | Kitt Peak         | Spacewatch      | —         | MPC                           |
| 192745     | 1999 TO226 | 3 out 1999  | Kitt Peak         | Spacewatch      | —         | MPC                           |
| 192746     | 1999 TT237 | 4 out 1999  | Kitt Peak         | Spacewatch      | —         | MPC                           |
| 192747     | 1999 TX242 | 4 out 1999  | Kitt Peak         | Spacewatch      | —         | MPC                           |
| 192748     | 1999 TX249 | 9 out 1999  | Catalina          | CSS             | —         | MPC                           |
| 192749     | 1999 TN251 | 9 out 1999  | Catalina          | CSS             | —         | MPC                           |
| 192750     | 1999 TB254 | 11 out 1999 | Kitt Peak         | Spacewatch      | —         | MPC                           |
| 192751     | 1999 TF255 | 9 out 1999  | Kitt Peak         | Spacewatch      | —         | MPC                           |
| 192752     | 1999 TH256 | 9 out 1999  | Socorro           | LINEAR          | —         | MPC                           |
| 192753     | 1999 TD259 | 9 out 1999  | Socorro           | LINEAR          | —         | MPC                           |
| 192754     | 1999 TU262 | 15 out 1999 | Kitt Peak         | Spacewatch      | —         | MPC                           |
| 192755     | 1999 TL265 | 3 out 1999  | Socorro           | LINEAR          | —         | MPC                           |
| 192756     | 1999 TQ268 | 3 out 1999  | Socorro           | LINEAR          | —         | MPC                           |
| 192757     | 1999 TH270 | 3 out 1999  | Socorro           | LINEAR          | —         | MPC                           |
| 192758     | 1999 TU271 | 3 out 1999  | Socorro           | LINEAR          | —         | MPC                           |
| 192759     | 1999 TK280 | 8 out 1999  | Socorro           | LINEAR          | Pallas    | MPC                           |
| 192760     | 1999 TH289 | 10 out 1999 | Socorro           | LINEAR          | —         | MPC                           |
| 192761     | 1999 TR292 | 12 out 1999 | Socorro           | LINEAR          | —         | MPC                           |
| 192762     | 1999 TR293 | 12 out 1999 | Socorro           | LINEAR          | —         | MPC                           |
| 192763     | 1999 TW297 | 2 out 1999  | Kitt Peak         | Spacewatch      | Eos       | MPC                           |
| 192764     | 1999 TF302 | 3 out 1999  | Catalina          | CSS             | —         | MPC                           |
| 192765     | 1999 TV313 | 9 out 1999  | Socorro           | LINEAR          | —         | MPC                           |
| 192766     | 1999 TH315 | 9 out 1999  | Socorro           | LINEAR          | —         | MPC                           |
| 192767     | 1999 TV319 | 9 out 1999  | Kitt Peak         | Spacewatch      | —         | MPC                           |
| 192768     | 1999 TB320 | 10 out 1999 | Socorro           | LINEAR          | —         | MPC                           |
| 192769     | 1999 TF321 | 11 out 1999 | Kitt Peak         | Spacewatch      | —         | MPC                           |
| 192770     | 1999 TB322 | 8 out 1999  | Anderson Mesa     | LONEOS          | —         | MPC                           |
| 192771     | 1999 UY6   | 29 out 1999 | Kitt Peak         | Spacewatch      | —         | MPC                           |
| 192772     | 1999 UH11  | 31 out 1999 | Bergisch Gladbach | W. Bickel       | —         | MPC                           |
| 192773     | 1999 UB12  | 29 out 1999 | Kitt Peak         | Spacewatch      | Eos       | MPC                           |
| 192774     | 1999 UY12  | 29 out 1999 | Catalina          | CSS             | —         | MPC                           |
| 192775     | 1999 UE16  | 29 out 1999 | Catalina          | CSS             | —         | MPC                           |
| 192776     | 1999 UQ16  | 29 out 1999 | Catalina          | CSS             | —         | MPC                           |
| 192777     | 1999 UU17  | 30 out 1999 | Kitt Peak         | Spacewatch      | —         | MPC                           |
| 192778     | 1999 UW19  | 31 out 1999 | Kitt Peak         | Spacewatch      | —         | MPC                           |
| 192779     | 1999 UO24  | 28 out 1999 | Catalina          | CSS             | —         | MPC                           |
| 192780     | 1999 UY24  | 28 out 1999 | Catalina          | CSS             | —         | MPC                           |
| 192781     | 1999 UG25  | 28 out 1999 | Catalina          | CSS             | —         | MPC                           |
| 192782     | 1999 UU25  | 30 out 1999 | Catalina          | CSS             | —         | MPC                           |
| 192783     | 1999 UV26  | 30 out 1999 | Catalina          | CSS             | Eos       | MPC                           |
| 192784     | 1999 UH27  | 30 out 1999 | Kitt Peak         | Spacewatch      | —         | MPC                           |
| 192785     | 1999 UK30  | 31 out 1999 | Kitt Peak         | Spacewatch      | —         | MPC                           |
| 192786     | 1999 UW30  | 31 out 1999 | Kitt Peak         | Spacewatch      | Eos       | MPC                           |
| 192787     | 1999 UE34  | 31 out 1999 | Kitt Peak         | Spacewatch      | —         | MPC                           |
| 192788     | 1999 UH34  | 31 out 1999 | Kitt Peak         | Spacewatch      | —         | MPC                           |
| 192789     | 1999 UA35  | 31 out 1999 | Kitt Peak         | Spacewatch      | —         | MPC                           |
| 192790     | 1999 UC35  | 31 out 1999 | Kitt Peak         | Spacewatch      | —         | MPC                           |
| 192791     | 1999 UX41  | 19 out 1999 | Kitt Peak         | Spacewatch      | —         | MPC                           |
| 192792     | 1999 UT45  | 31 out 1999 | Catalina          | CSS             | —         | MPC                           |
| 192793     | 1999 UT54  | 19 out 1999 | Kitt Peak         | Spacewatch      | —         | MPC                           |
| 192794     | 1999 UY54  | 19 out 1999 | Kitt Peak         | Spacewatch      | —         | MPC                           |
| 192795     | 1999 UX55  | 19 out 1999 | Kitt Peak         | Spacewatch      | —         | MPC                           |
| 192796     | 1999 UR56  | 28 out 1999 | Catalina          | CSS             | —         | MPC                           |
| 192797     | 1999 US56  | 28 out 1999 | Catalina          | CSS             | —         | MPC                           |
| 192798     | 1999 UV58  | 30 out 1999 | Kitt Peak         | Spacewatch      | —         | MPC                           |
| 192799     | 1999 VB1   | 4 nov 1999  | Powell            | Powell Obs.     | —         | MPC                           |
| 192800     | 1999 VZ3   | 1 nov 1999  | Catalina          | CSS             | —         | MPC                           |

## 192801–192900
| Designação | Designação | Descoberta  | Descoberta          | Descobridor(es)      | Categoria | Mais informações / Referência |
| Permanente | Provisória | Data        | Local               | Descobridor(es)      | Categoria | Mais informações / Referência |
| ---------- | ---------- | ----------- | ------------------- | -------------------- | --------- | ----------------------------- |
| 192801     | 1999 VG4   | 1 nov 1999  | Catalina            | CSS                  | Eos       | MPC                           |
| 192802     | 1999 VO16  | 2 nov 1999  | Kitt Peak           | Spacewatch           | —         | MPC                           |
| 192803     | 1999 VF21  | 10 nov 1999 | Višnjan Observatory | K. Korlević          | —         | MPC                           |
| 192804     | 1999 VZ31  | 3 nov 1999  | Socorro             | LINEAR               | —         | MPC                           |
| 192805     | 1999 VX44  | 4 nov 1999  | Catalina            | CSS                  | —         | MPC                           |
| 192806     | 1999 VR45  | 4 nov 1999  | Catalina            | CSS                  | —         | MPC                           |
| 192807     | 1999 VX56  | 4 nov 1999  | Socorro             | LINEAR               | —         | MPC                           |
| 192808     | 1999 VO59  | 4 nov 1999  | Socorro             | LINEAR               | —         | MPC                           |
| 192809     | 1999 VW61  | 4 nov 1999  | Socorro             | LINEAR               | —         | MPC                           |
| 192810     | 1999 VL63  | 4 nov 1999  | Socorro             | LINEAR               | —         | MPC                           |
| 192811     | 1999 VC68  | 4 nov 1999  | Socorro             | LINEAR               | —         | MPC                           |
| 192812     | 1999 VO69  | 4 nov 1999  | Socorro             | LINEAR               | —         | MPC                           |
| 192813     | 1999 VO70  | 4 nov 1999  | Socorro             | LINEAR               | —         | MPC                           |
| 192814     | 1999 VG71  | 4 nov 1999  | Socorro             | LINEAR               | —         | MPC                           |
| 192815     | 1999 VP76  | 5 nov 1999  | Kitt Peak           | Spacewatch           | —         | MPC                           |
| 192816     | 1999 VR76  | 5 nov 1999  | Kitt Peak           | Spacewatch           | —         | MPC                           |
| 192817     | 1999 VQ79  | 4 nov 1999  | Socorro             | LINEAR               | —         | MPC                           |
| 192818     | 1999 VK81  | 4 nov 1999  | Socorro             | LINEAR               | —         | MPC                           |
| 192819     | 1999 VK82  | 5 nov 1999  | Socorro             | LINEAR               | —         | MPC                           |
| 192820     | 1999 VO82  | 5 nov 1999  | Socorro             | LINEAR               | —         | MPC                           |
| 192821     | 1999 VU82  | 1 nov 1999  | Kitt Peak           | Spacewatch           | —         | MPC                           |
| 192822     | 1999 VP88  | 4 nov 1999  | Socorro             | LINEAR               | Themis    | MPC                           |
| 192823     | 1999 VD89  | 4 nov 1999  | Socorro             | LINEAR               | —         | MPC                           |
| 192824     | 1999 VD91  | 5 nov 1999  | Socorro             | LINEAR               | —         | MPC                           |
| 192825     | 1999 VT91  | 7 nov 1999  | Socorro             | LINEAR               | —         | MPC                           |
| 192826     | 1999 VO94  | 9 nov 1999  | Socorro             | LINEAR               | —         | MPC                           |
| 192827     | 1999 VJ97  | 9 nov 1999  | Socorro             | LINEAR               | —         | MPC                           |
| 192828     | 1999 VJ99  | 9 nov 1999  | Socorro             | LINEAR               | —         | MPC                           |
| 192829     | 1999 VL100 | 9 nov 1999  | Socorro             | LINEAR               | —         | MPC                           |
| 192830     | 1999 VU101 | 9 nov 1999  | Socorro             | LINEAR               | —         | MPC                           |
| 192831     | 1999 VY101 | 9 nov 1999  | Socorro             | LINEAR               | —         | MPC                           |
| 192832     | 1999 VF102 | 9 nov 1999  | Socorro             | LINEAR               | —         | MPC                           |
| 192833     | 1999 VP107 | 9 nov 1999  | Socorro             | LINEAR               | —         | MPC                           |
| 192834     | 1999 VZ117 | 9 nov 1999  | Kitt Peak           | Spacewatch           | —         | MPC                           |
| 192835     | 1999 VB118 | 9 nov 1999  | Kitt Peak           | Spacewatch           | —         | MPC                           |
| 192836     | 1999 VC121 | 4 nov 1999  | Kitt Peak           | Spacewatch           | —         | MPC                           |
| 192837     | 1999 VL125 | 6 nov 1999  | Kitt Peak           | Spacewatch           | —         | MPC                           |
| 192838     | 1999 VQ130 | 9 nov 1999  | Kitt Peak           | Spacewatch           | —         | MPC                           |
| 192839     | 1999 VK132 | 9 nov 1999  | Kitt Peak           | Spacewatch           | —         | MPC                           |
| 192840     | 1999 VN137 | 12 nov 1999 | Socorro             | LINEAR               | —         | MPC                           |
| 192841     | 1999 VV138 | 9 nov 1999  | Kitt Peak           | Spacewatch           | —         | MPC                           |
| 192842     | 1999 VC143 | 13 nov 1999 | Kitt Peak           | Spacewatch           | —         | MPC                           |
| 192843     | 1999 VM148 | 14 nov 1999 | Socorro             | LINEAR               | —         | MPC                           |
| 192844     | 1999 VD152 | 9 nov 1999  | Kitt Peak           | Spacewatch           | —         | MPC                           |
| 192845     | 1999 VX154 | 13 nov 1999 | Kitt Peak           | Spacewatch           | —         | MPC                           |
| 192846     | 1999 VK155 | 15 nov 1999 | Kitt Peak           | Spacewatch           | —         | MPC                           |
| 192847     | 1999 VK156 | 12 nov 1999 | Socorro             | LINEAR               | —         | MPC                           |
| 192848     | 1999 VD157 | 12 nov 1999 | Socorro             | LINEAR               | —         | MPC                           |
| 192849     | 1999 VS161 | 14 nov 1999 | Socorro             | LINEAR               | —         | MPC                           |
| 192850     | 1999 VH166 | 14 nov 1999 | Socorro             | LINEAR               | —         | MPC                           |
| 192851     | 1999 VL175 | 10 nov 1999 | Kitt Peak           | Spacewatch           | —         | MPC                           |
| 192852     | 1999 VD176 | 2 nov 1999  | Catalina            | CSS                  | —         | MPC                           |
| 192853     | 1999 VU176 | 5 nov 1999  | Socorro             | LINEAR               | —         | MPC                           |
| 192854     | 1999 VA178 | 6 nov 1999  | Socorro             | LINEAR               | —         | MPC                           |
| 192855     | 1999 VT187 | 15 nov 1999 | Socorro             | LINEAR               | —         | MPC                           |
| 192856     | 1999 VG190 | 15 nov 1999 | Socorro             | LINEAR               | —         | MPC                           |
| 192857     | 1999 VX198 | 3 nov 1999  | Catalina            | CSS                  | —         | MPC                           |
| 192858     | 1999 VT201 | 3 nov 1999  | Socorro             | LINEAR               | —         | MPC                           |
| 192859     | 1999 VB213 | 12 nov 1999 | Socorro             | LINEAR               | —         | MPC                           |
| 192860     | 1999 VS219 | 5 nov 1999  | Kitt Peak           | Spacewatch           | —         | MPC                           |
| 192861     | 1999 VO220 | 3 nov 1999  | Socorro             | LINEAR               | —         | MPC                           |
| 192862     | 1999 VE223 | 5 nov 1999  | Socorro             | LINEAR               | —         | MPC                           |
| 192863     | 1999 WR5   | 29 nov 1999 | Kitt Peak           | Spacewatch           | —         | MPC                           |
| 192864     | 1999 WP9   | 30 nov 1999 | Chiyoda             | T. Kojima            | —         | MPC                           |
| 192865     | 1999 WL15  | 29 nov 1999 | Kitt Peak           | Spacewatch           | —         | MPC                           |
| 192866     | 1999 WS16  | 30 nov 1999 | Kitt Peak           | Spacewatch           | —         | MPC                           |
| 192867     | 1999 WS18  | 30 nov 1999 | Kitt Peak           | Spacewatch           | —         | MPC                           |
| 192868     | 1999 WZ18  | 30 nov 1999 | Kitt Peak           | Spacewatch           | —         | MPC                           |
| 192869     | 1999 XB14  | 5 dez 1999  | Socorro             | LINEAR               | —         | MPC                           |
| 192870     | 1999 XE19  | 3 dez 1999  | Socorro             | LINEAR               | —         | MPC                           |
| 192871     | 1999 XV20  | 5 dez 1999  | Socorro             | LINEAR               | —         | MPC                           |
| 192872     | 1999 XK25  | 6 dez 1999  | Socorro             | LINEAR               | —         | MPC                           |
| 192873     | 1999 XJ27  | 6 dez 1999  | Socorro             | LINEAR               | —         | MPC                           |
| 192874     | 1999 XN30  | 6 dez 1999  | Socorro             | LINEAR               | —         | MPC                           |
| 192875     | 1999 XF39  | 6 dez 1999  | Socorro             | LINEAR               | —         | MPC                           |
| 192876     | 1999 XE43  | 7 dez 1999  | Socorro             | LINEAR               | —         | MPC                           |
| 192877     | 1999 XP46  | 7 dez 1999  | Socorro             | LINEAR               | —         | MPC                           |
| 192878     | 1999 XD47  | 7 dez 1999  | Socorro             | LINEAR               | —         | MPC                           |
| 192879     | 1999 XX52  | 7 dez 1999  | Socorro             | LINEAR               | —         | MPC                           |
| 192880     | 1999 XP59  | 7 dez 1999  | Socorro             | LINEAR               | —         | MPC                           |
| 192881     | 1999 XR59  | 7 dez 1999  | Socorro             | LINEAR               | —         | MPC                           |
| 192882     | 1999 XT61  | 7 dez 1999  | Socorro             | LINEAR               | —         | MPC                           |
| 192883     | 1999 XT67  | 7 dez 1999  | Socorro             | LINEAR               | —         | MPC                           |
| 192884     | 1999 XJ75  | 7 dez 1999  | Socorro             | LINEAR               | —         | MPC                           |
| 192885     | 1999 XA94  | 7 dez 1999  | Socorro             | LINEAR               | —         | MPC                           |
| 192886     | 1999 XR100 | 7 dez 1999  | Socorro             | LINEAR               | —         | MPC                           |
| 192887     | 1999 XZ103 | 3 dez 1999  | Nachi-Katsuura      | Y. Shimizu, T. Urata | —         | MPC                           |
| 192888     | 1999 XB113 | 11 dez 1999 | Socorro             | LINEAR               | —         | MPC                           |
| 192889     | 1999 XA115 | 11 dez 1999 | Socorro             | LINEAR               | —         | MPC                           |
| 192890     | 1999 XP115 | 5 dez 1999  | Catalina            | CSS                  | —         | MPC                           |
| 192891     | 1999 XK117 | 5 dez 1999  | Catalina            | CSS                  | —         | MPC                           |
| 192892     | 1999 XZ118 | 5 dez 1999  | Catalina            | CSS                  | —         | MPC                           |
| 192893     | 1999 XM122 | 7 dez 1999  | Catalina            | CSS                  | —         | MPC                           |
| 192894     | 1999 XU130 | 12 dez 1999 | Socorro             | LINEAR               | —         | MPC                           |
| 192895     | 1999 XS134 | 5 dez 1999  | Socorro             | LINEAR               | —         | MPC                           |
| 192896     | 1999 XW137 | 2 dez 1999  | Kitt Peak           | Spacewatch           | —         | MPC                           |
| 192897     | 1999 XH142 | 12 dez 1999 | Socorro             | LINEAR               | —         | MPC                           |
| 192898     | 1999 XB145 | 7 dez 1999  | Kitt Peak           | Spacewatch           | —         | MPC                           |
| 192899     | 1999 XE146 | 7 dez 1999  | Kitt Peak           | Spacewatch           | —         | MPC                           |
| 192900     | 1999 XN151 | 7 dez 1999  | Kitt Peak           | Spacewatch           | —         | MPC                           |

## 192901–193000
| Designação | Designação | Descoberta  | Descoberta          | Descobridor(es)       | Categoria | Mais informações / Referência |
| Permanente | Provisória | Data        | Local               | Descobridor(es)       | Categoria | Mais informações / Referência |
| ---------- | ---------- | ----------- | ------------------- | --------------------- | --------- | ----------------------------- |
| 192901     | 1999 XR151 | 7 dez 1999  | Kitt Peak           | Spacewatch            | —         | MPC                           |
| 192902     | 1999 XC156 | 8 dez 1999  | Socorro             | LINEAR                | —         | MPC                           |
| 192903     | 1999 XX177 | 10 dez 1999 | Socorro             | LINEAR                | —         | MPC                           |
| 192904     | 1999 XG185 | 12 dez 1999 | Socorro             | LINEAR                | —         | MPC                           |
| 192905     | 1999 XU210 | 13 dez 1999 | Socorro             | LINEAR                | —         | MPC                           |
| 192906     | 1999 XJ213 | 14 dez 1999 | Socorro             | LINEAR                | —         | MPC                           |
| 192907     | 1999 XU213 | 14 dez 1999 | Socorro             | LINEAR                | —         | MPC                           |
| 192908     | 1999 XG223 | 13 dez 1999 | Kitt Peak           | Spacewatch            | —         | MPC                           |
| 192909     | 1999 XD227 | 15 dez 1999 | Kitt Peak           | Spacewatch            | —         | MPC                           |
| 192910     | 1999 XG233 | 2 dez 1999  | Anderson Mesa       | LONEOS                | —         | MPC                           |
| 192911     | 1999 XB237 | 5 dez 1999  | Kitt Peak           | Spacewatch            | —         | MPC                           |
| 192912     | 1999 XU245 | 5 dez 1999  | Socorro             | LINEAR                | —         | MPC                           |
| 192913     | 1999 XC247 | 5 dez 1999  | Kitt Peak           | Spacewatch            | —         | MPC                           |
| 192914     | 1999 XY247 | 6 dez 1999  | Socorro             | LINEAR                | —         | MPC                           |
| 192915     | 1999 XD251 | 5 dez 1999  | Kitt Peak           | Spacewatch            | —         | MPC                           |
| 192916     | 1999 XR256 | 7 dez 1999  | Catalina            | CSS                   | —         | MPC                           |
| 192917     | 1999 YA4   | 19 dez 1999 | Socorro             | LINEAR                | Flora     | MPC                           |
| 192918     | 1999 YV9   | 27 dez 1999 | Kitt Peak           | Spacewatch            | —         | MPC                           |
| 192919     | 1999 YH10  | 27 dez 1999 | Kitt Peak           | Spacewatch            | —         | MPC                           |
| 192920     | 1999 YT10  | 27 dez 1999 | Kitt Peak           | Spacewatch            | —         | MPC                           |
| 192921     | 1999 YD11  | 27 dez 1999 | Kitt Peak           | Spacewatch            | —         | MPC                           |
| 192922     | 1999 YM14  | 30 dez 1999 | Socorro             | LINEAR                | —         | MPC                           |
| 192923     | 1999 YY14  | 30 dez 1999 | Monte Agliale       | S. Donati             | —         | MPC                           |
| 192924     | 1999 YU20  | 30 dez 1999 | Mauna Kea           | C. Veillet            | —         | MPC                           |
| 192925     | 1999 YU25  | 27 dez 1999 | Kitt Peak           | Spacewatch            | —         | MPC                           |
| 192926     | 2000 AN5   | 4 jan 2000  | Višnjan Observatory | K. Korlević           | —         | MPC                           |
| 192927     | 2000 AH6   | 3 jan 2000  | San Marcello        | A. Boattini, G. Forti | —         | MPC                           |
| 192928     | 2000 AP6   | 5 jan 2000  | Kleť                | Kleť Obs.             | —         | MPC                           |
| 192929     | 2000 AT44  | 5 jan 2000  | Kitt Peak           | Spacewatch            | Vesta     | MPC                           |
| 192930     | 2000 AV52  | 4 jan 2000  | Socorro             | LINEAR                | —         | MPC                           |
| 192931     | 2000 AW71  | 5 jan 2000  | Socorro             | LINEAR                | —         | MPC                           |
| 192932     | 2000 AO92  | 2 jan 2000  | Socorro             | LINEAR                | Flora     | MPC                           |
| 192933     | 2000 AN111 | 5 jan 2000  | Socorro             | LINEAR                | —         | MPC                           |
| 192934     | 2000 AY121 | 5 jan 2000  | Socorro             | LINEAR                | —         | MPC                           |
| 192935     | 2000 AZ149 | 7 jan 2000  | Socorro             | LINEAR                | —         | MPC                           |
| 192936     | 2000 AV153 | 2 jan 2000  | Socorro             | LINEAR                | —         | MPC                           |
| 192937     | 2000 AS170 | 7 jan 2000  | Socorro             | LINEAR                | —         | MPC                           |
| 192938     | 2000 AJ185 | 7 jan 2000  | Socorro             | LINEAR                | Vesta     | MPC                           |
| 192939     | 2000 AK188 | 8 jan 2000  | Socorro             | LINEAR                | —         | MPC                           |
| 192940     | 2000 AG206 | 3 jan 2000  | Kitt Peak           | Spacewatch            | —         | MPC                           |
| 192941     | 2000 AD207 | 3 jan 2000  | Kitt Peak           | Spacewatch            | —         | MPC                           |
| 192942     | 2000 AB219 | 8 jan 2000  | Kitt Peak           | Spacewatch            | Vesta     | MPC                           |
| 192943     | 2000 AJ223 | 9 jan 2000  | Kitt Peak           | Spacewatch            | —         | MPC                           |
| 192944     | 2000 AC226 | 12 jan 2000 | Kitt Peak           | Spacewatch            | —         | MPC                           |
| 192945     | 2000 AD227 | 10 jan 2000 | Kitt Peak           | Spacewatch            | —         | MPC                           |
| 192946     | 2000 AQ230 | 3 jan 2000  | Socorro             | LINEAR                | —         | MPC                           |
| 192947     | 2000 AR250 | 2 jan 2000  | Kitt Peak           | Spacewatch            | —         | MPC                           |
| 192948     | 2000 BA    | 16 jan 2000 | Prescott            | P. G. Comba           | —         | MPC                           |
| 192949     | 2000 BP1   | 27 jan 2000 | Kitt Peak           | Spacewatch            | —         | MPC                           |
| 192950     | 2000 BQ2   | 28 jan 2000 | Socorro             | LINEAR                | —         | MPC                           |
| 192951     | 2000 BK7   | 29 jan 2000 | Socorro             | LINEAR                | Brangane  | MPC                           |
| 192952     | 2000 BZ18  | 30 jan 2000 | Socorro             | LINEAR                | —         | MPC                           |
| 192953     | 2000 BJ21  | 29 jan 2000 | Kitt Peak           | Spacewatch            | —         | MPC                           |
| 192954     | 2000 BF22  | 30 jan 2000 | Kitt Peak           | Spacewatch            | Maria     | MPC                           |
| 192955     | 2000 BX39  | 27 jan 2000 | Kitt Peak           | Spacewatch            | —         | MPC                           |
| 192956     | 2000 CF8   | 2 fev 2000  | Socorro             | LINEAR                | —         | MPC                           |
| 192957     | 2000 CC35  | 2 fev 2000  | Socorro             | LINEAR                | —         | MPC                           |
| 192958     | 2000 CY68  | 1 fev 2000  | Kitt Peak           | Spacewatch            | —         | MPC                           |
| 192959     | 2000 CW71  | 7 fev 2000  | Kitt Peak           | Spacewatch            | —         | MPC                           |
| 192960     | 2000 CY77  | 7 fev 2000  | Kitt Peak           | Spacewatch            | —         | MPC                           |
| 192961     | 2000 CH80  | 4 fev 2000  | Socorro             | LINEAR                | —         | MPC                           |
| 192962     | 2000 CF101 | 12 fev 2000 | Kitt Peak           | Spacewatch            | —         | MPC                           |
| 192963     | 2000 CO110 | 6 fev 2000  | Socorro             | LINEAR                | —         | MPC                           |
| 192964     | 2000 CF127 | 2 fev 2000  | Socorro             | LINEAR                | Vesta     | MPC                           |
| 192965     | 2000 CP129 | 3 fev 2000  | Kitt Peak           | Spacewatch            | —         | MPC                           |
| 192966     | 2000 CS140 | 6 fev 2000  | Kitt Peak           | Spacewatch            | Vesta     | MPC                           |
| 192967     | 2000 DF9   | 26 fev 2000 | Kitt Peak           | Spacewatch            | —         | MPC                           |
| 192968     | 2000 DP9   | 26 fev 2000 | Kitt Peak           | Spacewatch            | Brangane  | MPC                           |
| 192969     | 2000 DH10  | 26 fev 2000 | Kitt Peak           | Spacewatch            | —         | MPC                           |
| 192970     | 2000 DV10  | 26 fev 2000 | Kitt Peak           | Spacewatch            | —         | MPC                           |
| 192971     | 2000 DE14  | 28 fev 2000 | Kitt Peak           | Spacewatch            | Ursula    | MPC                           |
| 192972     | 2000 DH20  | 29 fev 2000 | Socorro             | LINEAR                | Eos       | MPC                           |
| 192973     | 2000 DL23  | 29 fev 2000 | Socorro             | LINEAR                | —         | MPC                           |
| 192974     | 2000 DF30  | 29 fev 2000 | Socorro             | LINEAR                | —         | MPC                           |
| 192975     | 2000 DC33  | 29 fev 2000 | Socorro             | LINEAR                | —         | MPC                           |
| 192976     | 2000 DB37  | 29 fev 2000 | Socorro             | LINEAR                | —         | MPC                           |
| 192977     | 2000 DM39  | 29 fev 2000 | Socorro             | LINEAR                | —         | MPC                           |
| 192978     | 2000 DO41  | 29 fev 2000 | Socorro             | LINEAR                | Ursula    | MPC                           |
| 192979     | 2000 DG50  | 29 fev 2000 | Socorro             | LINEAR                | Brangane  | MPC                           |
| 192980     | 2000 DF57  | 29 fev 2000 | Socorro             | LINEAR                | —         | MPC                           |
| 192981     | 2000 DK57  | 29 fev 2000 | Socorro             | LINEAR                | —         | MPC                           |
| 192982     | 2000 DX59  | 29 fev 2000 | Socorro             | LINEAR                | —         | MPC                           |
| 192983     | 2000 DK64  | 29 fev 2000 | Socorro             | LINEAR                | —         | MPC                           |
| 192984     | 2000 DM64  | 29 fev 2000 | Socorro             | LINEAR                | —         | MPC                           |
| 192985     | 2000 DA65  | 29 fev 2000 | Socorro             | LINEAR                | —         | MPC                           |
| 192986     | 2000 DM65  | 29 fev 2000 | Socorro             | LINEAR                | —         | MPC                           |
| 192987     | 2000 DD67  | 29 fev 2000 | Socorro             | LINEAR                | —         | MPC                           |
| 192988     | 2000 DN70  | 29 fev 2000 | Socorro             | LINEAR                | —         | MPC                           |
| 192989     | 2000 DX72  | 29 fev 2000 | Socorro             | LINEAR                | —         | MPC                           |
| 192990     | 2000 DK75  | 29 fev 2000 | Socorro             | LINEAR                | —         | MPC                           |
| 192991     | 2000 DG78  | 29 fev 2000 | Socorro             | LINEAR                | —         | MPC                           |
| 192992     | 2000 DR87  | 29 fev 2000 | Socorro             | LINEAR                | —         | MPC                           |
| 192993     | 2000 DF90  | 27 fev 2000 | Kitt Peak           | Spacewatch            | —         | MPC                           |
| 192994     | 2000 DQ90  | 27 fev 2000 | Kitt Peak           | Spacewatch            | Brangane  | MPC                           |
| 192995     | 2000 DT92  | 28 fev 2000 | Kitt Peak           | Spacewatch            | —         | MPC                           |
| 192996     | 2000 DW108 | 29 fev 2000 | Socorro             | LINEAR                | —         | MPC                           |
| 192997     | 2000 DP109 | 29 fev 2000 | Socorro             | LINEAR                | —         | MPC                           |
| 192998     | 2000 DJ110 | 25 fev 2000 | Uccle               | T. Pauwels            | —         | MPC                           |
| 192999     | 2000 DG111 | 29 fev 2000 | Socorro             | LINEAR                | —         | MPC                           |
| 193000     | 2000 DW112 | 25 fev 2000 | Kitt Peak           | Spacewatch            | —         | MPC                           |